# Armorial des communes des Vosges
- il comporte peu ou pas de sources.
- certaines figures sont encore dans un format bitmap et doivent être vectorisées.

Blason de la Lorraine : D'or à la bande de gueules chargée de trois alérions d'argent.
Blason départemental des Vosges : D'argent mantelé de sinople, à trois sapins arrachés de l'un en l'autre ; au chef de Lorraine.
Blason de Beauffremont : Vairé d'or et de gueules.
Blason de la famille de Bassompierre : D'argent à trois chevrons de gueules.

Cette page dresse l'ensemble des armoiries (figures et blasonnements) des communes des Vosges disposant à ce jour d'armoiries. L'armorial des communes des Vosges inclut les armes enfreignant la règle de contrariété des couleurs (armes dites "à enquerre") ou non, mais exclut volontairement les communes dépourvues d'armoiries et celles arborant des pseudo-blasons (dessins d'amateur ressemblant vaguement à des blasons, mais n'obéissant à aucune règle de construction héraldique de base). Les communes concernées sont mentionnées à la fin de la section de page correspondant à leur initiale.
(3 dessin(s) en attente. AGR
- Haut – A
- B
- C
- D
- E
- F
- G
- H
- I
- J
- K
- L
- M
- N
- O
- P
- Q
- R
- S
- T
- U
- V
- W
- X
- Y
- Z

## A
| Blason de Ahéville | Blason  | De sinople à l'aigle d'or adextrée d'une lance romaine d'argent et senestrée d'une main de justice du même. |
| Blason de Ahéville | Détails | Armoiries conçues par MM. B. GEORGIN (2016) et Robert A. Louis (2019), adoptées le 25 janvier 2019.         |

| Blason de Allarmont | Blason  | De gueules à deux saumons adossés d'or accompagnés de quatre croisettes du même, une en chef, une en pointe et une à chaque flanc. |
| Blason de Allarmont | Détails | Reprise avec modification des armes de la Principauté de Salm, dont Allarmont fit partie. Les saumons sont d'or afin de différencier ces armes de celles de la commune de Senones qui les porte d'argent. Le statut officiel du blason reste à déterminer. |

| Blason de Ambacourt | Blason  | D'azur à la tête d'ours arrachée d'or, accompagnée en chef d'une croix pattée d'argent à dextre et d'une rose du même pointée de gueules à senestre. |
| Blason de Ambacourt | Détails | Armoiries composées par B. GEORGIN, et mises à la disposition de la commune en mars 2016.                                                            |

| Blason de Anould | Blason  | Écartelé : au 1er d'or à trois montagnes accolées de sinople chargée chacune d'un filet en bande d'argent, et surmontées d'un faucon pèlerin de sable ; au 2d de gueules à l'ombre de soleil d'or mouvant du canton senestre, accompagnée de trois fleurs de colchique d'argent mal ordonnées ; au 3e d'argent à deux sapins de sable rangés en bande ; au 4e d'azur à quatre truites 2 et 2, la 1re et la 4e en pal et affrontées, la 2e contournée. Ornements extérieursCroix de guerre 1939-1945. |
| Blason de Anould | Détails | Le statut officiel du blason reste à déterminer. |

| Blason de Arches | Blason  | D’azur au pont de quatre arches d'or sur une rivière d’argent accompagnée en chef d’un alérion de même. |
| Blason de Arches | Détails | Le statut officiel du blason reste à déterminer.                                                        |

| Blason de Archettes | Blason  | Tiercé en pairle : au 1er d'argent, à un pont de deux arches d'or* mouvant des flancs, surmonté de trois sapins arrachés de sinople rangés en chef ; au 2d d'azur, au tambour de papeterie d'or d'où pend une coulée de papier d'argent en pal ; au 3e de sinople au temple de Mercure du lieu d'argent ; le tout sommé du Chef de Lorraine. |
| Blason de Archettes | Détails | * Il y a là non-respect de la règle de contrariété des couleurs : ces armes sont fautives (or sur argent au 1er). Le statut officiel du blason reste à déterminer. |

| Blason de Aroffe | Blason  | D'or à la bande ondée d'azur chargée d'un poisson d'argent entre deux feuilles de chêne du même, accompagnée en chef d'un calvaire de gueules et en pointe d'une roue de moulin du même. |
| Blason de Aroffe | Détails | Armoiries de concepteur inconnu, adoptées en septembre 2011. |

| Blason de Aulnois | Blason  | Parti de gueules à trois quintefeuilles d'or mises en orle sur le flanc dextre ; et coupé d'azur à l'épée renversée d'argent et d'argent à la branche d'aulne de sinople posée en barre, feuillée, fleurie et fruitée au naturel.                                                        |
| Blason de Aulnois | Détails | Armes parlantes. Le parti dextre reprend les armes de la famille De VERGY, vassale des BEAUFFREMONT et famille seigneuriale du lieu. Le chef du senestre reprend les attributs de Saint Paul, le saint patron de la paroisse du lieu. Armoiries de concepteur inconnu, adoptées en 2013. |

| Blason de Autrey (Vosges) | Blason  | Écartelé: au 1 de sinople à un poisson d'argent nageant en pal, contourné et courbé , au 2 d'or à la barre d'azur accompagnée de deux sapins de sinople, au 3 d'or à la barre de gueules chargée de trois alérions d'argent, au 4 de sinople à un grêlier contourné d'argent; à l'abbaye du lieu (Notre-Dame) de pourpre en silhouette au trait d'argent, chargée de l'inscription « Autrey » du même, brochant sur le tout. |
| Blason de Autrey (Vosges) | Détails | Armes parlantes ( Au trait d'argent /Autrey). Le statut officiel du blason reste à déterminer. |

| Blason de Auzainvilliers | Blason  | D'azur à la bande d'or chargée d'une bande de gueules surchargée de deux tours d'argent ouvertes et ajourées du champ, maçonnées de sable, accompagnée en chef d'une hirondelle volante d'or et, en pointe, d'un coq hardi au vol éployé du même, crêté et barbé de gueules. |
| Blason de Auzainvilliers | Détails | Armoiries composées par Robert A. LOUIS et adoptées le 03 décembre 2020. |

| Blason à dessiner | Blason  | D'azur à deux épis de blé courbés d'or, les tiges passées en sautoir en pointe, enfermant une grappe de raisin tigée et feuillée du même; au chef d'or chargé d'une ombre de dessin d'un papillon, modèle de dentelle, accosté de deux fuseaux de dentellière de gueules celui de dextre posé en bande, celui de senestre en barre. |
| Blason à dessiner | Détails | Le statut officiel du blason reste à déterminer. |

| Blason de Aydoilles | Blason  | D’azur à Saint Georges sur un cheval cabré terrassant un dragon contourné en pal, le tout d’or, au chef cousu de gueules* chargé d’une roue dentée aussi d’or accostée de deux carreaux du même. |
| Blason de Aydoilles | Détails | * Ces armes emploient le terme « cousu » dans le seul but de contrevenir à la règle de contrariété des couleurs : elles sont fautives : chef de gueules sur azur. Le Saint Georges est la reproduction de la sculpture qui orne l’entrée de l’église paroissiale dédiée à saint Georges. Le statut officiel du blason reste à déterminer. |

Pas d'information pour les communes suivantes : Les Ableuvenettes, Aingeville, Ainvelle, Ameuvelle, Anglemont, Aouze, Arrentès-de-Corcieux, Attignéville, Attigny, Aumontzey, Autigny-la-Tour, Autreville, Auzainvilliers, Avrainville.
- Haut – A
- B
- C
- D
- E
- F
- G
- H
- I
- J
- K
- L
- M
- N
- O
- P
- Q
- R
- S
- T
- U
- V
- W
- X
- Y
- Z

## B
| Blason de Badménil-aux-Bois | Blason  | Tiercé en pairle renversé : au 1er de gueules au nombre 19 d'argent, au 2d d'or à la fasce ondée d'azur, au cerf passant d'argent brochant, au 3e de sinople à un chêne d'or. |
| Blason de Badménil-aux-Bois | Détails | Armoiries conçues par M. Jean-François BINON, et adoptées en 2019. |

| Blason de Bains-les-Bains | Blason  | D'azur à une fontaine d'or jaillissante et rayonnante d'argent, accompagnée en chef d'un B d'or clouté d'argent de cinq pièces à dextre, et d'une abeille d'or à senestre. |
| Blason de Bains-les-Bains | Détails | Armoiries de concepteur inconnu, adoptées le 24 juin 1929. |

| Blason de Bainville-aux-Saules | Blason  | Coupé : au 1er d'azur à la croix de Lorraine d'argent (mouvant de la partition), accostée de quatre croix pattées du même, au 2d d'or à douze vergettes de sable. |
| Blason de Bainville-aux-Saules | Détails | Armoiries de concepteur et date inconnus, en usage établi de longue date dans les documents officiels de la commune.                                              |

| Blason de Ban-de-Laveline | Blason  | D'azur, à la barre d'or chargée d'un poisson d'argent* accosté de deux chaises de sable, accompagnée en chef d'une lettre L majuscule de sable et en pointe d'une branche de noisetier au naturel, feuillée de sinople, à la coquerelle de gueules mise en barre. |
| Blason de Ban-de-Laveline | Détails | * Il y a là non-respect de la règle de contrariété des couleurs : ces armes sont fautives (argent sur or et sable sur azur). Le statut officiel du blason reste à déterminer.                                                                                     |

| Blason de Ban-sur-Meurthe-Clefcy | Blason  | D'argent à trois sapins arrachés de sinople soutenus d'une fasce ondée abaissée d'azur. |
| Blason de Ban-sur-Meurthe-Clefcy | Détails | Le statut officiel du blason reste à déterminer.                                        |

| Blason de Barville | Blason  | D'or à la bande de gueules chargée de trois fleurs de lys d'argent. |
| Blason de Barville | Détails | Le statut officiel du blason reste à déterminer.                    |

| Blason de Basse-sur-le-Rupt | Blason  | Tranché d'argent à trois monts de sinople mouvant de la pointe chargés d'une pierre de granit du champ mouvant aussi de la pointe et mise en pal ; et d'or à une roue à aubes de sable, une cotice en bande d'azur brochant sur la partition ; au chef de gueules chargé de sept besants d'argent rangés en fasce. |
| Blason de Basse-sur-le-Rupt | Détails | Armoiries conçues par M. Olivier CLAUDON, et adoptées le 3 février 1999. |

| Blason de Battexey | Blason  | De gueules au pairle ondé renversé d'argent, cantonné à dextre d'une cloche du même, à senestre d'une levrette d'argent tenant une croix de Lorraine d'or, et en pointe d'une barque de face à deux pagaies d'or. |
| Blason de Battexey | Détails | Le statut officiel du blason reste à déterminer. |

| Blason de Baudricourt | Blason  | D'or au lion rampant de sable armé, lampassé et couronné de gueules. |
| Blason de Baudricourt | Détails | Le statut officiel du blason reste à déterminer.                     |

| Blason de Bazoilles-sur-Meuse | Blason  | De gueules au portique à quatre colonnes d'or accostés de quatre ringards d'or passés deux à deux en sautoir, et de deux piques du même l'anneau en bas, brochant en pal sur les sautoirs, le tout soutenu d'une burelle ondée d'argent ; au chef vairé d'or et d'azur. |
| Blason de Bazoilles-sur-Meuse | Détails | Armoiries conçues par M. Robert A. LOUIS. Adoption le 11 juin 2018. |

| Blason de Beaufremont | Blason  | Vairé d'or et de gueules.                                                                                  |
| Blason de Beaufremont | Détails | Reprise des armes de la famille de BEAUFFREMONT, différenciées de celles-ci par leurs ornements et timbre. |

| Blason de Bellefontaine | Blason  | Écartelé : au 1er de gueules à un étui de crosse contourné d’or, au 2d de sinople à une clé d’argent mise en bande, au 3e de sinople à une masse et une tenaille d’argent passées en sautoir, au 4e de gueules à une mitre d’or ; à la croix réduite et engrêlée du même brochant sur la partition. |
| Blason de Bellefontaine | Détails | Créé par Jacques RIVIERE de Remiremont (2006). |

| Blason de Belmont-sur-Buttant | Blason  | Gironné d'or et de gueules de vingt pièces, coupé voûté de sinople chargé d'un gril d'argent soutenu d'une divise ondée d'argent. |
| Blason de Belmont-sur-Buttant | Détails | Le statut officiel du blason reste à déterminer.                                                                                  |

| Blason de Belmont-sur-Vair | Blason  | De gueules à la croix d’argent cantonnée de quatre billettes du même. |
| Blason de Belmont-sur-Vair | Détails | Le statut officiel du blason reste à déterminer.                      |

| Blason de Belrupt | Blason  | D'azur au lion d'argent.                         |
| Blason de Belrupt | Détails | Le statut officiel du blason reste à déterminer. |

| Blason de Bettoncourt | Blason  | De gueules à trois armets mornés d'or.           |
| Blason de Bettoncourt | Détails | Le statut officiel du blason reste à déterminer. |

| Blason de Biffontaine | Blason  | Parti d'or et de gueules à la fontaine sommée d'une croix de Lorraine, de l’un en l’autre, crachant deux jets d'argent, accostée en chef d'un pin au naturel à dextre et d'une étoile d'argent à senestre. |
| Blason de Biffontaine | Détails | Armes parlantes. (deux fontaines) Blason adopté en février 2017. |

| Blason de Bleurville | Blason  | De gueules à la couronne de chêne feuillée de huit pièces d’or, fruitée de huit glands de sinople, tortillée en couronne d’épines, au chef cousu d’azur* chargé d’une crosse abbatiale contournée aussi d'or et d’une hache contournée du même passées en sautoir, à la croisette pattée de gueules* brochant sur le sautoir. |
| Blason de Bleurville | Détails | * Ces armes emploient le terme « cousu » dans le seul but de contrevenir à la règle de contrariété des couleurs : elles sont fautives : chef azur sur gueules. Le statut officiel du blason reste à déterminer. |

| Blason de Bois-de-Champ | Blason  | Taillé d'or à l'aigle au vol abaissé de sable, et de gueules à la clé du champ versée en bande le panneton à senestre, passée en sautoir avec une épée basse du même posée en barre et brochante. |
| Blason de Bois-de-Champ | Détails | Le statut officiel du blason reste à déterminer. |

| Blason de Bonvillet | Blason  | Tiercé en pairle renversé : au 1er de gueules à deux pics de carrier d'argent passés en sautoir, au 2e d'or à un sapin au naturel, au 3e d'azur à la fasce ondée d'argent. |
| Blason de Bonvillet | Détails | Création Jean-François Binon, adoptée entre 2015 et 2019. |

| Blason de Bourgonce (La) | Blason  | Tranché d'or à deux monts accolés de sinople chargés d'un sapin arraché d'argent, et d'un taillé d'azur au clocher à bulbe d'argent, et du même aux lettres C D B de sable surmontées d'une crosse abbatiale du même, un bâton en bande de gueules brochant sur le tranché. |
| Blason de Bourgonce (La) | Détails | Le statut officiel du blason reste à déterminer. |

| Blason de Bouxurulles | Blason  | De gueules à trois quintefeuilles d'or, au chef triangulaire d'argent chargé d'une branche de buis de sinople. |
| Blason de Bouxurulles | Détails | Armes parlantes. (branche de buis) Armoiries conçues par M. Robert A. Louis, adoptées le 6 mars 2017.          |

| Blason de Brantigny | Blason  | D’azur à une épée d’argent garnie d’or adextrée d’une croix de Lorraine du même et senestrée d’un crosseron du même au sudarium d’argent. |
| Blason de Brantigny | Détails | Armoiries conçues par MM. Robert A. Louis et Bernard GEORGIN, adoptées le 9 décembre 2015.                                                |

| Blason de Bresse (La) | Blason  | D'argent au pairle de gueules accompagné en chef d'un banc de pierre "pierre de justice" de sable, à dextre d'une truite d'azur allumée de gueules et à senestre d'une roue à aubes de sable. Devise / Cri« Puto pore que vaula » (rester pauvres plutôt que valets). |
| Blason de Bresse (La) | Détails | Le statut officiel du blason reste à déterminer. |

| Blason de Brouvelieures | Blason  | D'azur à la croix de Lorraine accostée des lettres B et V, accompagnée en pointe du sceau du Temple, tous d'or, au chef cousu de gueules* à la croix du second.                                                 |
| Blason de Brouvelieures | Détails | * Ces armes emploient le terme « cousu » dans le seul but de contrevenir à la règle de contrariété des couleurs : elles sont fautives : chef gueules sur azur. Le statut officiel du blason reste à déterminer. |

| Blason de Brû | Blason  | D'or à la fasce ondée d'azur accompagnée en chef de deux sapins de sinople et en pointe d'un chêne du même glandé du champ. |
| Blason de Brû | Détails | Le statut officiel du blason reste à déterminer.                                                                            |

| Blason de Bruyères | Blason  | D'azur, à la tour crénelée, accompagnée à dextre d'une maison avec deux panonceaux, et à senestre d'une église avec son clocher, le tout d'argent ouvert et ajouré de sable, accompagné en chef de trois étoiles aussi d'argent. |
| Blason de Bruyères | Détails | Le statut officiel du blason reste à déterminer. |

| Blason de Bulgnéville | Blason  | D'or à trois pals de gueules, au bâton d'azur péri en bandes, brochant sur le tout. |
| Blason de Bulgnéville | Détails | Le statut officiel du blason reste à déterminer.                                    |

| Blason de Bussang | Blason  | Écartelé au 1re de sinople à un chalet d'argent ouvert de sable et couvert de gueules, au 2e d'azur à une truite d'argent contournée mise en fasce, au 3e d'or à un sapin arraché de sinople et au 4e d'or à deux montagnes de sinople d'où s'écoule une rivière d'argent. |
| Blason de Bussang | Détails | Armoiries conçues par M. Benjamin POTTECHER, alors premier magistrat de la commune, en 1907.. |

Pas d'information pour les communes suivantes : La Baffe, Balléville, Ban-de-Sapt, Barbey-Seroux, Bayecourt, Bazegney, Bazien, Bazoilles-et-Ménil, Beauménil, Begnécourt, Belmont-lès-Darney, Belval (Vosges), Bertrimoutier, Bettegney-Saint-Brice, Le Beulay, Biécourt, Blémerey (Vosges), Blevaincourt, Bocquegney, Boulaincourt, Bouxières-aux-Bois, Bouzemont, Brechainville, Bult
- Haut – A
- B
- C
- D
- E
- F
- G
- H
- I
- J
- K
- L
- M
- N
- O
- P
- Q
- R
- S
- T
- U
- V
- W
- X
- Y
- Z

## C
| Blason de Celles-sur-Plaine | Blason  | De gueules, à deux saumons adossés et reliés par deux fasces d'argent, accompagnés de quatre croisettes du même, une en chef, une en pointe et une à chaque flanc. |
| Blason de Celles-sur-Plaine | Détails | Reprise des armes de la Principauté de Salm, avec modification. Le statut officiel du blason reste à déterminer.                                                   |

| Blason de Chamagne | Blason  | D'azur au livre ouvert d'argent chargé sur la page senestre d'une lettre C antique de gueules, au bâton de pèlerin d'or brochant en bande, au chef cousu aussi de gueules chargé d'un alérion d'argent accosté à dextre d'un croissant aussi d'or et à senestre d'un besant du même. |
| Blason de Chamagne | Détails | * Ces armes emploient le terme « cousu » dans le seul but de contrevenir à la règle de contrariété des couleurs : elles sont fautives : chef gueules sur azur. Le statut officiel du blason reste à déterminer.                                                                      |

| Blason de Chantraine | Blason  | Parti : au premier mi-parti d’argent à l’enclume de gueules, au marteau renversé du même brochant, au second d’or aux trois grenouilles de sinople allumées de gueules ; au bonnet phrygien de gueules à la cocarde d’argent boutonnée d'azur brochant en chef sur la partition. Devise / Cri« 1495 cantarana 1892 ». |
| Blason de Chantraine | Détails | Armes parlantes. (grenouilles (ranae en latin) qui chantent) Le statut officiel du blason reste à déterminer. |

| Blason de Chapelle-aux-Bois (La) | Blason  | De gueules au clocher de chapelle d'argent ajouré de sable, accosté de deux épis de blé tigés et feuillés d'or ployés vers le clocher ; au chef d'or chargé de six feuilles de chêne de sinople. |
| Blason de Chapelle-aux-Bois (La) | Détails | Le statut officiel du blason reste à déterminer. |

| Blason de Chapelle-devant-Bruyères (La) | Blason  | De sinople à une chapelle senestrée d'un alérion, les deux d'argent ; au chef denté de cinq pièces d'or chargé d'une rose de gueules. |
| Blason de Chapelle-devant-Bruyères (La) | Détails | Le statut officiel du blason reste à déterminer.                                                                                      |

| Blason de Charmes | Blason  | D'azur à la levrette d'argent, tenant en ses pattes une croix de Lorraine d'or. Devise / Cri« La fidélité charme les cœurs ». |
| Blason de Charmes | Détails | Le statut officiel du blason reste à déterminer.                                                                              |

| Blason de Charmois-l'Orgueilleux | Blason  | D'argent à la croix pattée alésée de gueules.    |
| Blason de Charmois-l'Orgueilleux | Détails | Le statut officiel du blason reste à déterminer. |

| Blason de Châtel-sur-Moselle | Blason  | D'azur à la tour donjonnée de trois tourelles d'argent avec leurs panonceaux de même.                                                     |
| Blason de Châtel-sur-Moselle | Détails | Armes parlantes. Conflit héraldique : la tour est présentée ouverte et ajourée de sable. Le statut officiel du blason reste à déterminer. |

| Blason de Châtenois | Blason  | De gueules à trois têtes de loup arrachées d'or posées de front.                                                |
| Blason de Châtenois | Détails | Conflit héraldique : les loups sont dessinés allumés du champ. Le statut officiel du blason reste à déterminer. |

| Blason de Châtillon-sur-Saône | Blason  | D'azur à deux bars adossés d'or côtoyés de deux croix de Lorraine d'argent. |
| Blason de Châtillon-sur-Saône | Détails | Le statut officiel du blason reste à déterminer.                            |

| Blason de Cheniménil | Blason  | Coupé en chevron versé : au 1er d’or à la tour d’argent* ajourée et maçonnée de sable accostée de deux branches de chêne de sinople, en bande à dextre et en barre à senestre ; au 2d de gueules à deux écheveaux d’argent, en bande à dextre et en barre à senestre ; au chevron renversé d’azur chargé de sept besants d’argent brochant sur la partition. |
| Blason de Cheniménil | Détails | * Il y a là non-respect de la règle de contrariété des couleurs : ces armes sont fautives (argent sur or au 1er). Conflit héraldique : la tour est aussi ouverte de sable. Le statut officiel du blason reste à déterminer. |

| Blason de Claudon | Blason  | De sinople au chêne d'argent.                    |
| Blason de Claudon | Détails | Le statut officiel du blason reste à déterminer. |

| Blason de Clerjus (Le) | Blason  | D'or à la bande de gueules chargée de trois alérions d'argent accompagné en chef de deux cerises de gueules aux bouts d'un pédoncule double de sinople, et en pointe d'une feuille de hêtre du même. |
| Blason de Clerjus (Le) | Détails | Le statut officiel du blason reste à déterminer. |

| Blason de Cleurie | Blason  | Parti arqué vers dextre de sinople à deux sapins d'argent posés en pal, et d’azur au soleil non figuré d'or mouvant du flanc senestre ; une vergette d'argent arquée vers dextre brochante sur la partition. |
| Blason de Cleurie | Détails | Le statut officiel du blason reste à déterminer. |

| Blason de Colroy-la-Grande | Blason  | De sinople à deux sapins d’argent surmontés d’une abeille d’or. |
| Blason de Colroy-la-Grande | Détails | Le statut officiel du blason reste à déterminer.                |

| Blason de Contrexéville | Blason  | D'azur à la fasce ondée d'argent, accompagnée en chef d'une aigle couronnée d'or issant de la fasce, et en pointe d'un lion passant d'or sur une terrasse de sinople, brandissant dans sa dextre un glaive devant le soleil d'or. Devise / Cri« fons non fama minor » (la source n'est pas inférieure à sa renommée). |
| Blason de Contrexéville | Détails | Armoiries de concepteur inconnu, adoptées le 18 mars 1925. |

| Blason de Corcieux | Blason  | De gueules à la tour d'or maçonnée, ajourée et ouverte de sable, accompagnée en chef d'un alérion d'argent et de deux clefs en sautoir de même. |
| Blason de Corcieux | Détails | Le statut officiel du blason reste à déterminer.                                                                                                |

| Blason de Cornimont | Blason  | Taillé de gueules à un olifant d'or posé en barre, et d'azur au mont de sinople chargé d'un village d'argent essoré de gueules, surmonté d'une comète d'or mouvant du flanc senestre. |
| Blason de Cornimont | Détails | Armes parlantes. (corne + mont) Le statut officiel du blason reste à déterminer. |

| Blason de Coussey | Blason  | - Parti d'azur semé de croisettes recroisetées au pied fiché d'or, à deux bars adossés du même brochant sur le tout (de Bar) ; et d'or à la bande de gueules chargée de trois alérions d'argent (de Lorraine) ; un croissant contourné d'azur brochant sur le tout. - Parti de Bar et de Lorraine, un croissant contourné d'azur brochant sur le parti. |
| Blason de Coussey | Détails | Le statut officiel du blason reste à déterminer. |

| Blason de Croix-aux-Mines (La) | Blason  | Coupé : au premier d'or à la bande de gueules chargée de trois alérions d'argent, au second d'argent aux deux pics de mineur de sable passés en sautoir. |
| Blason de Croix-aux-Mines (La) | Détails | Le blason en alias est fautif (superposition argent sur or). Armes parlantes. (les deux pics de mineur forment une croix) Le statut officiel du blason reste à déterminer. |
| Blason de Croix-aux-Mines (La) | Alias   | Écartelé de sable à la bande ondée d'argent accompagnée de deux fleurs de lis d'or, et de gueules à un mont d'or bordé d'argent et chargé d'un autre mont du même*, au dextrochère posé en pal, issant du mont et brandissant un pic de mineur posé en barre, le tout d'argent. |

Pas d'information pour les communes suivantes : Certilleux, Champdray, Champ-le-Duc, Charmois-devant-Bruyères, Châtas, Chauffecourt, Chaumousey, Chavelot, Chef-Haut, Chermisey, Circourt, Circourt-sur-Mouzon, Clérey-la-Côte, Clézentaine, Coinches, Combrimont, Courcelles-sous-Châtenois, Crainvilliers
- Haut – A
- B
- C
- D
- E
- F
- G
- H
- I
- J
- K
- L
- M
- N
- O
- P
- Q
- R
- S
- T
- U
- V
- W
- X
- Y
- Z

## D
| Blason de Damblain | Blason  | D'azur à un chêne arraché d'or.                  |
| Blason de Damblain | Détails | Le statut officiel du blason reste à déterminer. |

| Blason de Darney | Blason  | D'azur à trois glands montants, tigés et feuillés d'or. |
| Blason de Darney | Détails | Le statut officiel du blason reste à déterminer.        |

| Blason de Darnieulles | Blason  | Tranché d’or au léopard de gueules, et du premier à trois fasces de sinople accompagnées en pointe d’une étoile de six rais du même ; à la bande du second chargée de trois alérions du premier, brochant sur la partition. |
| Blason de Darnieulles | Détails | Le statut officiel du blason reste à déterminer. |

| Blason de Destord | Blason  | Parti d'argent à la barre d'azur chargée de trois roses d'argent, et d'or à la bande de gueules chargée de trois alérions d'argent (de Lorraine) ; à l'écu mouvant de la pointe de gueules chargé d'une colombe du Saint Esprit fondante d'argent, tenant dans son bec la Sainte Ampoule d'or. |
| Blason de Destord | Détails | Le statut officiel du blason reste à déterminer. |

| Blason de Deycimont | Blason  | Tiercé en pairle renversé: au 1) de gueules à une gerbe de blé d'or, au 2) d'or à trois sapins coupés au naturel, au 3) d'azur à la fasce ondée d'argent et à une roue de moulin de sable brochant sur la fasce |
| Blason de Deycimont | Détails | Création JF Binon. Adoption 2023. |

| Blason de Deyvillers | Blason  | De sinople à l'aigle volante d'argent allumée et becquée de gueules tenant en son bec un anneau d'or, à la champagne partie d'argent et de sable. |
| Blason de Deyvillers | Détails | Le statut officiel du blason reste à déterminer.                                                                                                  |

| Blason de Dignonville | Blason  | Coupé: au 1) d'or à la bande de gueules chargée de trois alérions d'argent et accompagnée à senestre d'un corbeau de sable et à dextre d'une branche de chêne au naturel, au 2) de sinople à une grappe de raisin tigée et feuillée d'argent. |
| Blason de Dignonville | Détails | Création JF Binon.Adoption août 2023 |

| Blason de Dinozé | Blason  | Inconnu.                                         |
| Blason de Dinozé | Détails | Le statut officiel du blason reste à déterminer. |

| Blason de Docelles | Blason  | Coupé-recoupé de gueules à deux rencontres de bélier d'argent, et d'or à un phénix d'azur sur son immortalité de gueules, et d'azur au chevron d'or accompagné en chef de deux croissants d'argent et en pointe d'une étoile aussi d'or. |
| Blason de Docelles | Détails | Le statut officiel du blason reste à déterminer. |

| Blason de Dogneville | Blason  | Parti: au 1er coupé au I d'azur à la mitre avec ses fanons déployés d'or chargée d'une croix d'argent ornée de sept pierres de gueules accompagnée des inscriptions « ARNOU » en chef et « DODA » en pointe en lettres capitales d'or, au II de sinople à l'avion montant d'argent; au 2e mi-parti de gueules à la tour d'argent ajourée et maçonnée de sable, accostée de deux fleurs de lis d'or. |
| Blason de Dogneville | Détails | Le statut officiel du blason reste à déterminer. |

| Blason de Dolaincourt | Blason  | D'azur à une croix d'argent, cantonnée de quatre rocs d'échiquier d'or. |
| Blason de Dolaincourt | Détails | Armoiries de concepteur inconnu, adoptées le 6 décembre 2012.           |

| Blason de Dombrot-le-Sec | Blason  | D’or à une tête de lion de sable ; mantelé de gueules chargé à dextre d’un crosseron d’or sur lequel broche une tête d’aigle d’argent et à senestre d’une fontaine héraldique d'or remplie d'azur, traversée par une source d'argent. |
| Blason de Dombrot-le-Sec | Détails | Armoiries composées par MM. Robert A. Louis, Bernard Georgin, et Mme Marie-Hélène Breteille, adoptées le 11 juillet 2019. |

| Blason de Dombrot-sur-Vair | Blason  | D’or au lion de sable.                           |
| Blason de Dombrot-sur-Vair | Détails | Le statut officiel du blason reste à déterminer. |

| Blason de Domèvre-sur-Avière | Blason  | D'argent au pal ondé d'azur accosté en chef de deux grenouilles de sinople et à la volute de crosse d'or brochant en pointe ; au chef de sinople chargé de trois chênes d'or. |
| Blason de Domèvre-sur-Avière | Détails | Conflit héraldique : la volute de crosse ne broche pas sur mais charge le pal. Le statut officiel du blason reste à déterminer.                                               |

| Blason de Dommartin-aux-Bois | Blason  | Chapé-ondé : au 1) d' azur à un filet ondé en chevron mouvant de la partition, soutenu d'un rameau de mirabellier de sable, fruité de deux pièces d'or tachetées de pourpre et feuillé de deux pièces d'argent; au 2) de gueules à 4 faines d'or, deux à dextre, rangées et posées en barre, et deux autres à senestre, rangées et posées en bande ; au pont d’or à la rambarde de sable et maçonné du même brochant en pointe sur le tout. |
| Blason de Dommartin-aux-Bois | Détails | Armoiries composées par Robert A. Louis et adoptées le 8 février 2019. |

| Blason de Dommartin-sur-Vraine | Blason  | De sable à la croix d'argent.                    |
| Blason de Dommartin-sur-Vraine | Détails | Le statut officiel du blason reste à déterminer. |

| Blason de Dompaire | Blason  | D'azur à deux canons montés et meublés d'or passés en sautoir, à la tour d'argent maçonnée de sable brochant sur le tout posée sur une terrasse de sinople. |
| Blason de Dompaire | Détails | Conflit héraldique : la tour est dessinée aussi ajourée de sable. Le statut officiel du blason reste à déterminer.                                          |

| Blason à dessiner | Blason  | De sinople au chevron d'argent chargé d'un alérion de gueules, accompagné en chef d'une croisette pattée à dextre et d'un casque romain à senestre et en pointe de deux clés passées en sautoir, le tout d'or. |
| Blason à dessiner | Détails | Le statut officiel du blason reste à déterminer. |

| Blason de Domrémy-la-Pucelle | Blason  | D’azur à une épée d’argent garnie d’or, surmontée d’une couronne et accostée de deux fleurs de lys le tout d’or.                  |
| Blason de Domrémy-la-Pucelle | Détails | Reprise par la ville des armes de Sainte Jeanne d'Arc, originaire de la commune. Le statut officiel du blason reste à déterminer. |

Pas d'information pour les communes suivantes : Damas-aux-Bois, Damas-et-Bettegney, Darney-aux-Chênes, Dein Domèvre-sur-Durbion, Domfaing, Domjulien, Dommartin-lès-Remiremont, Dommartin-lès-Vallois, Domptail, Domvallier, Doncières.
- Haut – A
- B
- C
- D
- E
- F
- G
- H
- I
- J
- K
- L
- M
- N
- O
- P
- Q
- R
- S
- T
- U
- V
- W
- X
- Y
- Z

## E
| Blason de Éloyes | Blason  | D'or à la bande de gueules chargée de trois alérions d'argent (de Lorraine) accompagnée en chef d'un chêne arraché et fruité de sinople et en pointe d'une nef portant un pêcheur à la ligne du même. |
| Blason de Éloyes | Détails | Le statut officiel du blason reste à déterminer. |

| Blason de Entre-deux-Eaux | Blason  | Taillé d'azur à un mouton d'argent passant, et de gueules à un sapin arraché de sinople*.                                                                                   |
| Blason de Entre-deux-Eaux | Détails | * Il y a là non-respect de la règle de contrariété des couleurs : ces armes sont fautives (sinople sur gueules au second). Le statut officiel du blason reste à déterminer. |

| Blason de Épinal | Blason  | De gueules à la tour crénelée de quatre pièces d'argent, maçonnée et ajourée de sable, accostée de deux fleurs de lys d'or.             |
| Blason de Épinal | Détails | Conflit héraldique (alias 2) : la tour est dessinée aussi ouverte et ajourée de sable. Le statut officiel du blason reste à déterminer. |
| Blason de Épinal | Alias   | D'argent, à une tour de sable à trois créneaux, au contour de laquelle est écrit : SCEL DES QUATRE GOUVERNEMENTS DE LA VILLE D'ÉPINAL   |
| Blason de Épinal | Alias   | De gueules, à la tour crénelée et tourellée (donjonnée) d'argent, maçonnée de sable.                                                    |

| Blason de Esley | Blason  | D'argent à la croix pattée de gueules, un tourteau du même brochant en cœur. |
| Blason de Esley | Détails | Le statut officiel du blason reste à déterminer.                             |

| Blason de Essegney | Blason  | D'azur à l'épée d'argent garnie d'or accostée en chef de deux fleurs de lys d'or et en pointe d'une rose d'or boutonnée de gueules à dextre et d'un monde cintré et croisé d'or à senestre. |
| Blason de Essegney | Détails | Armoiries composées par M. Bernard GEORGIN, et mises à la disposition de la commune en mars 2016.                                                                                           |

| Blason de Étival-Clairefontaine | Blason  | Parti d'azur au chef d'argent chargé de deux merlettes de sable, et de gueules billeté du second, au dextrochère de carnation vêtu du second mouvant du flanc senestre et tenant une crosse d'or mise en pal, brochant sur le semé. |
| Blason de Étival-Clairefontaine | Détails | Le statut officiel du blason reste à déterminer. |

| Blason de Évaux-et-Ménil | Blason  | D’argent à trois chevrons renversés de gueules accompagnés en chef d’une faux et d’un râteau à foin passés en sautoir et en pointe de deux grappes de raisin de pourpre feuillées de sinople. |
| Blason de Évaux-et-Ménil | Détails | Le statut officiel du blason reste à déterminer. |

Pas d'information pour les communes d'Escles et d'Estrennes.
- Haut – A
- B
- C
- D
- E
- F
- G
- H
- I
- J
- K
- L
- M
- N
- O
- P
- Q
- R
- S
- T
- U
- V
- W
- X
- Y
- Z

## F
| Blason de Ferdrupt | Blason  | Coupé haussé: au 1er de gueules à la croix de Lorraine d'or à dextre et à deux clés d'argent passées en sautoir à senestre, au 2e d'azur au fer à cheval d'argent à dextre et à la silhouette de tête et col de bœuf d'or vus de dos à senestre accompagnés en pointe d'une trangle ondée d'argent. |
| Blason de Ferdrupt | Détails | Différences entre dessin et blasonnement : le coupé haussé n'existe pas, c'est abusivement un chef fautif. Blason composé par Robert, André LOUIS, adoptéle 09 /04 /2024. |

| Blason de Florémont | Blason  | Coupé-voûté au 1) parti : au 1a) d'or à une roue de moulin de gueules et à un bourdon croiseté d’argent brochant, au 1b) de gueules à un bouquet de trois épis de blé d'or liés du même ; au 2) de sinople à une fleur d'aubépine d'argent au bouton étoilé d'or entouré de dix losanges de gueules. |
| Blason de Florémont | Détails | Armes parlantes. (fleur) Armoiries conçues par MM. Robert A. Louis et Bernard Georgin, adoptées le 23 mars 2018. |

| Blason de Fontenay | Blason  | Tranché au 1) d'azur à un têtu à deux pics de tailleur -sculpteur de pierre- d'argent emmanché d'or, adextré d'une feuille de chêne du même posée en bande ; au 2) d'or à une fontaine en pierre, au pilier déversant son eau d'argent dans son auge à senestre, les deux de gueules, l'auge avec sa pierre de laveuse du même, la fontaine surmontée à dextre d'un renardeau assis de gueules tacheté et allumé aussi d'argent. |
| Blason de Fontenay | Détails | Armes parlantes. (fontaine) Création Robert André LOUIS, avec les conseils de Madame Anne-Marie COIGNUS et de Monsieur Jean-François GUILLOT adjoint, adoptée par la commune le 21 mars 2022, Monsieur Jérôme POIFOULOT étant maire. |

| Blason de Fontenoy-le-Château | Blason  | D'azur à la cotice d'argent au franc-canton (Napoléonien) senestre de gueules* chargé de la lettre capitale N d'argent surmontée d'une étoile rayonnante de même. |
| Blason de Fontenoy-le-Château | Détails | Le statut officiel du blason reste à déterminer. |
| Blason de Fontenoy-le-Château | Alias   | D'azur à la fasce d'argent. |

| Blason de La Forge | Blason  | D'argent à la divise de sable chargée de l'inscription « LA FORGE » en lettres capitales d'or, accompagnée en chef de deux sapins rangés en fasces et en pointe d'un forgeron contourné façonnant un outil sur son enclume. |
| Blason de La Forge | Détails | Émaux à déterminer. Armes parlantes. (forgeron) Le statut officiel du blason reste à déterminer. |

| Blason de Les Forges | Blason  | D'or à une flamme de gueules posée en barre et mouvant du flanc dextre, accompagnée en chef d'une tenaille renversée posée en barre, et en pointe d'une enclume sommée d'un marteau renversé posé en barre, le tout de sable. |
| Blason de Les Forges | Détails | Armes parlantes. (outils de forgeron) Armoiries conçues par M.Hervé MENGIN. Date d'adoption inconnue. |

| Blason de Frain | Blason  | Burelé d'or et de sable de huit pièces, chapé d'argent chargé de deux rameaux de frêne de sinople. |
| Blason de Frain | Détails | Armes parlantes. (rameaux de frêne) Le statut officiel du blason reste à déterminer.               |

| Blason de Fraize | Blason  | D'or à la bande d'azur chargée de trois roses boutonnées du champ, à cinq pétales du champ et cinq pétales d'argent. |
| Blason de Fraize | Détails | Conflit héraldique : les cinq pétales d'or n'apparaissent pas. Le statut officiel du blason reste à déterminer.      |
| Blason de Fraize | Alias   | D'argent à la bande d'azur chargés de trois roses d'argent.                                                          |

| Blason de Frebécourt | Blason  | Fascé d'argent et de gueules de huit pièces.     |
| Blason de Frebécourt | Détails | Le statut officiel du blason reste à déterminer. |

| Blason de Fremifontaine | Blason  | Écartelé : au 1er de Lorraine, au 2d de sinople à la fontaine d'argent, au 3e d'azur au fleuret d'argent garni d'or, au 4e du même à la chaîne de sable mise en bande. |
| Blason de Fremifontaine | Détails | Armes parlantes. (fontaine) Armoiries conçues par M. Jean-François BINON. Date d'adoption inconnue.                                                                    |

| Blason de Frenelle-la-Grande | Blason  | D’azur à trois bandes d’or, au chef du champ chargé d’un lion issant du second. |
| Blason de Frenelle-la-Grande | Détails | Le statut officiel du blason reste à déterminer.                                |

| Blason de Frenelle-la-Petite | Blason  | Vairé d'or et d'azur ; au chef de gueules chargé d'un lion léopardé d'argent. |
| Blason de Frenelle-la-Petite | Détails | Le statut officiel du blason reste à déterminer.                              |

| Blason de Fresse-sur-Moselle | Blason  | Taillé d'or à un arbre arraché de sinople, et de gueules à la burelle ondée d'argent chargée d'une burelle ondée d'azur. |
| Blason de Fresse-sur-Moselle | Détails | Le statut officiel du blason reste à déterminer.                                                                         |

| Blason de Frizon | Blason  | D'azur au sautoir bretessé contre-bretessé d'or, au chef cousu de gueules* chargé d'un marronnier au naturel feuillé de quatre pièces et fruité d'une, adextré d'une tour d'argent et senestré d'une tourelle du même, les deux ajourées de sable. |
| Blason de Frizon | Détails | * Ces armes emploient le terme « cousu » dans le seul but de contrevenir à la règle de contrariété des couleurs : elles sont fautives : chef gueules sur azur. Le statut officiel du blason reste à déterminer.                                    |

Pas d'information pour les communes suivantes : Fauconcourt, Fays, Fignévelle, Fiménil, Fomerey, Fontenay, Fouchécourt, Frapelle, Frénois, Fréville.
Faucompierre porte un pseudo-blason.
- Haut – A
- B
- C
- D
- E
- F
- G
- H
- I
- J
- K
- L
- M
- N
- O
- P
- Q
- R
- S
- T
- U
- V
- W
- X
- Y
- Z

## G
| Blason à dessiner | Blason  | Taillé: au 1er de contre-hermine, au 2e de gueules à deux clés d'argent passées en sautoir. |
| Blason à dessiner | Détails | Le statut officiel du blason reste à déterminer.                                            |

| Blason de Gérardmer | Blason  | De gueules au cerf passant d'argent sur une terrasse de même. |
| Blason de Gérardmer | Détails | Le statut officiel du blason reste à déterminer.              |

| Blason de Gerbamont | Blason  | D'argent au mont de sinople chargé d'une gerbe d'or.              |
| Blason de Gerbamont | Détails | Armes parlantes. Le statut officiel du blason reste à déterminer. |

| Blason de Gerbépal | Blason  | D’azur à la fasce d’or chargée de trois étoiles de gueules et accompagnée en chef d’une gerbe du second. |
| Blason de Gerbépal | Détails | Armes parlantes. (gerbe) Le statut officiel du blason reste à déterminer.                                |

| Blason de Girancourt | Blason  | D’azur à la divise voûtée sommée d'un pont de trois arches, sommé de deux tourelles couvertes ajourées de sable, adextré d'une tour couverte ajourée du même et senestré d'une tour crénelée, le tout d'argent, accompagné en pointe d’une fleur de lys d’or. |
| Blason de Girancourt | Détails | Le statut officiel du blason reste à déterminer. |

| Blason de Gircourt-lès-Viéville | Blason  | De gueules à un filet en sautoir d'argent cantonné d'un casque romain en chef, d'une gerbe à dextre, d'un fer de moulin à senestre, et d'une mitre en pointe, le tout d'or. |
| Blason de Gircourt-lès-Viéville | Détails | Le statut officiel du blason reste à déterminer. |

| Blason de Girmont | Blason  | Coupé d'azur, à une couronne soutenue de la croix à huit pointes des chanoinesses d'Épinal, le tout d'or ; et d'un parti de Lorraine et de Malte. |
| Blason de Girmont | Détails | Le statut officiel du blason reste à déterminer.                                                                                                  |

| Blason de Gironcourt-sur-Vraine | Blason  | Écartelé: au 1er de sable à trois tours d'argent ouvertes et ajourées du champ, au 2d d'azur à la croix d'argent cantonnée de quatre rocs d'échiquier d'or, au 3e de gueules à trois quintefeuilles d'or, au 4e d'azur à trois fasces d'or; à la croix estrée d'argent brochant sur la partition. |
| Blason de Gironcourt-sur-Vraine | Détails | Le statut officiel du blason reste à déterminer. |

| Blason de Golbey | Blason  | De sinople à la roue dentée de huit dents d’argent, au chef d’or à la bande de gueules chargée de trois sapins arrachés du second. |
| Blason de Golbey | Détails | Le statut officiel du blason reste à déterminer.                                                                                   |

| Blason de Gugnécourt | Blason  | Parti d'un coupé d'azur à une tête de licorne d'argent, et de gueules à un alérion d'argent posé en bande; et d'or à un sapin de sinople. |
| Blason de Gugnécourt | Détails | Le statut officiel du blason reste à déterminer.                                                                                          |

| Blason de Granges-Aumontzey | Blason  | De gueules à la fasce ondée abaissée d'or accompagnée en chef d'une roue de moulin du même ; enté en pointe d'argent à la croix de gueules ; à la bordure d'argent chargée de huit roses de gueules brochant sur le tout. |
| Blason de Granges-Aumontzey | Détails | Armoiries conçues par M. Pascal OLIVIER, et adoptées le 31 mai 2016. |

| Blason de Granges-sur-Vologne | Blason  | D'azur à Saint-Georges contourné d’argent terrassant un dragon de même, au franc-canton du même chargé d'une roue de moulin de gueules. |
| Blason de Granges-sur-Vologne | Détails | Le statut officiel du blason reste à déterminer.                                                                                        |

Pas d'information pour les communes suivantes : Gemaingoutte, Gendreville, Gignéville, Gigney, Girecourt-sur-Durbion, Girmont-Val-d'Ajol, Godoncourt, Gorhey, Grand, La Grande-Fosse, Grandrupt, Grandrupt-de-Bains, Grandvillers, Greux, Grignoncourt, Gruey-lès-Surance, Gugney-aux-Aulx
- Haut – A
- B
- C
- D
- E
- F
- G
- H
- I
- J
- K
- L
- M
- N
- O
- P
- Q
- R
- S
- T
- U
- V
- W
- X
- Y
- Z

## H
| Blason de Hadigny-les-Verrières | Blason  | Coupé d'un parti de gueules à trois piliers d’argent, et d’azur à trois cloches du second ; et de sinople à un rencontre de cerf d’or. |
| Blason de Hadigny-les-Verrières | Détails | Le statut officiel du blason reste à déterminer.                                                                                       |

| Blason de Hadol | Blason  | D'or, à la bande de gueules chargée de trois alérions d'argent (de Lorraine), accompagnée d'une tour du même* en chef et de deux rivières ondées et alésées d'azur en pointe, soutenant à dextre un sapin de sinople.          |
| Blason de Hadol | Détails | * Il y a là non-respect de la règle de contrariété des couleurs : ces armes sont fautives (argent sur or). Conflit héraldique : la tour apparaît ouverte et ajourée de sable. Le statut officiel du blason reste à déterminer. |

| Blason de Haillainville | Blason  | De gueules au cheval passant d'argent ; au chef d'or chargé de trois fourmis de sable posées en bande. |
| Blason de Haillainville | Détails | Le statut officiel du blason reste à déterminer.                                                       |

| Blason de Haréville | Blason  | D'azur à la tour d'argent ouverte, ajourée et maçonnée de sable, accostée de deux saints aussi d'argent tenant chacun leur tête dans leurs mains au milieu du corps. |
| Blason de Haréville | Détails | Le statut officiel du blason reste à déterminer. |

| Blason de Harol | Blason  | D'argent à l'épi de blé de sinople posé en barre entre deux filets en barre de sable, accompagné en chef d'une vache paissant sur une terrasse isolée et adextrée d'un sapin et en pointe d'un engrenage conique de deux pièces, le tout de sinople (au comble d'argent chargé de l'inscription « HAROL » de sinople). |
| Blason de Harol | Détails | Le statut officiel du blason reste à déterminer. |

| Blason de Hennezel | Blason  | De gueules à trois glands versés d'argent. Devise / Cri« non propter artem sed propter virtutem » (Non pour l'art, mais pour la vertu). |
| Blason de Hennezel | Détails | Le statut officiel du blason reste à déterminer.                                                                                        |

| Blason de Hergugney | Blason  | Tranché de gueules à une cloche d'or accompagnée de deux faines éclatées d'argent, l'une en chef l'autre en pointe, et de sinople à une truite d'argent posée en bande. |
| Blason de Hergugney | Détails | Armoiries conçues par MM. Robert A. Louis et Bernard Georgin, et adoptées le 21 septembre 2018.                                                                         |

| Blason de Houécourt | Blason  | D’azur à la bande d’or, un lambel à trois pendants de gueules brochant sur le tout. |
| Blason de Houécourt | Détails | Le statut officiel du blason reste à déterminer.                                    |

| Blason de La Houssière | Blason  | De gueules à la bande d'argent chargée de trois feuilles de houx de sinople et accompagnée d'une tour d'or en chef. |
| Blason de La Houssière | Détails | Armes parlantes. (feuilles de houx) Le statut officiel du blason reste à déterminer.                                |

Pas d'information pour les communes suivantes : Hagécourt, Hagnéville-et-Roncourt, Harchéchamp, Hardancourt, Harmonville, Harsault, Hautmougey, La Haye, Hennecourt, Herpelmont, Houéville, Housseras, Hurbache, Hymont.
- Haut – A
- B
- C
- D
- E
- F
- G
- H
- I
- J
- K
- L
- M
- N
- O
- P
- Q
- R
- S
- T
- U
- V
- W
- X
- Y
- Z

## I
| Blason de Igney | Blason  | D'or à la fasce de gueules chargée de trois besants du champ.           |
| Blason de Igney | Détails | Reprise des armes de la seconde famille du lieu, d'ancienne chevalerie. |

Pas d'information pour Isches.
- Haut – A
- B
- C
- D
- E
- F
- G
- H
- I
- J
- K
- L
- M
- N
- O
- P
- Q
- R
- S
- T
- U
- V
- W
- X
- Y
- Z

## J
| Blason de Jeanménil | Blason  | Écartelé : au 1er de Lorraine, au 2d d'azur à la grande roue panoramique du lieu d'argent, au 3e d'argent à la barre ondée d'azur accompagnée de deux sapins de sinople, au 4e d'or à un pot de fleurs de gueules. |
| Blason de Jeanménil | Détails | Le statut officiel du blason reste à déterminer. |

| Blason de Jeuxey | Blason  | De sable au lion d'or armé et lampassé de gueules, à la bordure du second.                                       |
| Blason de Jeuxey | Détails | Reprise des armes de la famille du lieu, d'ancienne chevalerie. Le statut officiel du blason reste à déterminer. |

| Blason de Jorxey | Blason  | De gueules à la bande d'or chargée de trois roses d'azur, boutonnées d'argent et pointées de sinople, accompagnée de deux alérions d'argent posés en bande. |
| Blason de Jorxey | Détails | Adopté le 17 avril 2024. |

| Blason de Jubainville | Blason  | Parti d'un coupé de gueules à deux piles d'or, et d'azur plain ; et du même au sautoir du second cantonné de quatre anneaux du même et chargé d'une étoile du premier en abîme. |
| Blason de Jubainville | Détails | Le statut officiel du blason reste à déterminer. |

Pas d'information pour les communes de Jainvillotte, Jarménil, Jésonville, Jussarupt et Juvaincourt.
- Haut – A
- B
- C
- D
- E
- F
- G
- H
- I
- J
- K
- L
- M
- N
- O
- P
- Q
- R
- S
- T
- U
- V
- W
- X
- Y
- Z

## L
| Blason de Lamarche | Blason  | D’argent à une grenade de gueules ouverte d'or, feuillée et tigée de sinople, penchée vers senestre. |
| Blason de Lamarche | Détails | La grenade, fruit pourtant absent du paysage fruitier lorrain, est ici utilisée pour rappeler les origines diverses et variées de la population qui vint repeupler la commune après la guerre de Trente Ans : la ville ne comptait plus que 10 habitants en 1636. Le statut officiel du blason reste à déterminer. |

| Blason de Langley | Blason  | Écartelé en sautoir : au 1er de sinople à un faucon d'or, au 2d de gueules à une houlette d'argent, au 3e de gueules à une clé d'argent, au 4e de sinople à un four d'or, maçonné de sable et allumé de gueules. |
| Blason de Langley | Détails | Armoiries composées par M. Bernard GEORGIN, et mises à la disposition de la commune en mars 2016. |

| Blason de Laveline-devant-Bruyères | Blason  | De gueules à deux épées d'argent emmanchées d'or et mises en sautoir, brochant sur un râteau du second versé en pal, le tout lié d'or ; au chef cousu d'azur* chargé d'une levrette courante d'argent, colletée et bouclée d'or. |
| Blason de Laveline-devant-Bruyères | Détails | * Ces armes emploient le terme « cousu » dans le seul but de contrevenir à la règle de contrariété des couleurs : elles sont fautives : chef azur sur gueules. Le statut officiel du blason reste à déterminer.                  |

| Blason de Laveline-du-Houx | Blason  | D’argent au filet en barre de sable accompagné d’une coquerelle feuillée de sinople et fruitée d’or en chef, et en pointe d’une branche de houx de sinople fruitée de gueules. |
| Blason de Laveline-du-Houx | Détails | Armes parlantes. (branche de houx) Le statut officiel du blason reste à déterminer.                                                                                            |

| Blason de Lépanges-sur-Vologne | Blason  | Une bordure ; une navette de tisserand brochante en barre. |
| Blason de Lépanges-sur-Vologne | Détails | Une couleur n'est pas précisée dans le blasonnement ci-dessus. Veuillez faire apparaître la couleur inconnue en blanc (table d'attente) et l'argent en gris. Le statut officiel du blason reste à déterminer. |

| Blason de Liézey | Blason  | D'azur à une vache d'argent surmontée de trois besants d'or à dextre et d'une clef d'argent posée en fasce, le panneton vers la pointe, à senestre ; à la champagne écartelée en sautoir en chef d'argent, aux flancs de sinople, et en pointe de sable, la lettre L capitale d'or brochant sur l'écartelé. |
| Blason de Liézey | Détails | Armoiries créées par M. Pierre DIÉ MALLET. Année d'adoption inconnue. |

| Blason de Lignéville | Blason  | D'or losangé de sable.                           |
| Blason de Lignéville | Détails | Le statut officiel du blason reste à déterminer. |

| Blason de Liffol-le-Grand | Blason  | Écartelé d’azur à la croix ancrée d’argent, et de gueules à la bande du second chargée d’une rose du troisième et côtoyée de deux roses du second, sur le tout de gueules à deux bourdons d’or en sautoir. |
| Blason de Liffol-le-Grand | Détails | La ville, pour des questions de coût, utilise aussi ce blason sans l'écusson en cœur. Le statut officiel du blason reste à déterminer.                                                                     |

| Blason de Lubine | Blason  | D'or au filet en barre accompagné à dextre d'un L senestré d'une étoile et à senestre d'un B, le tout de gueules. |
| Blason de Lubine | Détails | Le statut officiel du blason reste à déterminer.                                                                  |

Pas d'information pour les communes suivantes : Landaville, Laval-sur-Vologne, Légéville-et-Bonfays, Lemmecourt, Lerrain, Lesseux, Lironcourt, Longchamp, Longchamp-sous-Châtenois, Lusse, Luvigny
- Haut – A
- B
- C
- D
- E
- F
- G
- H
- I
- J
- K
- L
- M
- N
- O
- P
- Q
- R
- S
- T
- U
- V
- W
- X
- Y
- Z

## M
| Blason de Maconcourt | Blason  | De gueules à trois cailloux d'argent, à la lettre M onciale d'or en abîme. |
| Blason de Maconcourt | Détails | Le statut officiel du blason reste à déterminer.                           |

| Blason de Mandres-sur-Vair | Blason  | D'or à la cotice d'azur côtoyée de sept billettes du même posées et rangées en bande, trois en chef, quatre en pointe, 3 et 1. |
| Blason de Mandres-sur-Vair | Détails | Blason utilisé de fait par la commune. En 04/2021 figure sur le site de la mairie                                              |

| Blason de Marainville-sur-Madon | Blason  | Mantelé ondé versé, au 1)d'azur, chargé d'une croisette fleuronnée d'or; au 2)de gueules à la roue de char celte d'or, le moyeu d’argent, accostée de deux clefs de sol d'argent. |
| Blason de Marainville-sur-Madon | Détails | création par MM. Robert A. Louis et Bernard Georgin, adoptée le 26 janvier 2018.                                                                                                  |

| Blason de Martigny-les-Bains | Blason  | Tranché : au 1er d'azur à deux bars adossés d'or accompagnés de quatre croisettes recroisetées au pied fiché du même, au 2e de gueules au tau d'or ; à la bande d'argent chargée de trois alérions de gueules brochant sur la partition. |
| Blason de Martigny-les-Bains | Détails | Le statut officiel du blason reste à déterminer. |

| Blason de Martigny-les-Gerbonvaux | Blason  | Parti: au 1 d'or à la bande de gueules chargée de trois alérions d'argent, au 2 de sinople à une épée basse d'argent garnie d'or et une crosse du même, passées en sautoir. |
| Blason de Martigny-les-Gerbonvaux | Détails | Confirmé par la Mairie. Auteur(s)J-F. Binon |

| Blason de Martinvelle | Blason  | D'or, à la bande de gueules chargée de trois alérions d'argent (d....e Lorraine), accompagnée d'une feuille de chêne de sinople en chef, et d'une herse mécanique de sable en pointe. |
| Blason de Martinvelle | Détails | Le statut officiel du blason reste à déterminer. |

| Blason de Mattaincourt | Blason  | D'azur à trois bandes d'or, au chef d'argent chargé d'une tête de lion arrachée de gueules accostée de deux roses du même. |
| Blason de Mattaincourt | Détails | Blason de Pierre Fourier.                                                                                                  |

| Blason de Mazeley | Blason  | De gueules à trois piliers d'or.                 |
| Blason de Mazeley | Détails | Le statut officiel du blason reste à déterminer. |

| Blason de Ménil-sur-Belvitte | Blason  | Palé d'or et de gueules de huit pièces, au chevron d'argent accompagné de deux sapins de sinople en chef et d'une croix de saint Maurice d'argent en pointe ; à la champagne ondée d'azur. |
| Blason de Ménil-sur-Belvitte | Détails | Armoiries de concepteur inconnu, adoptées le 6 mars 2015. |

| Blason de Le Ménil | Blason  | Taillé d'azur à un sapin au naturel, et de sinople à la quenouille de laine d'argent posée en barre ; un listel d'argent chargé de l'inscription "LE MENIL" en lettres capitales de gueules brochant sur la partition. |
| Blason de Le Ménil | Détails | Le statut officiel du blason reste à déterminer. |

| Blason de Midrevaux | Blason  | D'azur à la lettre onciale M d'or couronnée du même et accompagnée en pointe d'une hydre à trois têtes d'argent ; vêtu d'or chargé en chef de deux haches du champ emmanchées de gueules, posées en pal et affrontées. |
| Blason de Midrevaux | Détails | Armoiries conçues par M. Robert A. Louis, adoptées le 3 septembre 2019. |

| Blason de Mirecourt | Blason  | D'azur à la bande d'or; au franc-quartier senestre de gueules chargé d'un N d'argent surmonté d'une étoile rayonnante du même.                 |
| Blason de Mirecourt | Détails | Armoiries impériales de la ville, adoptées le 2 août 1811 et portées depuis. Les armoiries en alias sont les armoiries originales de la ville. |
| Blason de Mirecourt | Alias   | De sinople, à la fasce d'or. |

| Blason de Monthureux-sur-Saône | Blason  | D'azur à trois losanges d'or chargées chacune d'un M antique de gueules. |
| Blason de Monthureux-sur-Saône | Détails | Le statut officiel du blason reste à déterminer.                         |

| Blason de Mont-lès-Lamarche | Blason  | D’argent à la grenade de gueules, feuillée et tigée de sinople, ouverte d’or, penchée vers senestre, au mont de trois coupeaux de sinople mouvant de la pointe, brochant sur le tout. |
| Blason de Mont-lès-Lamarche | Détails | Le statut officiel du blason reste à déterminer. |

| Blason de Mont-lès-Neufchâteau | Blason  | D'or à la bande de gueules chargée de trois tours d'argent, au mont de trois coupeaux de sinople mouvant de la pointe, brochant sur le tout. |
| Blason de Mont-lès-Neufchâteau | Détails | Conflit héraldique : les tours apparaissent ajourées et maçonnées de sable. Le statut officiel du blason reste à déterminer.                 |

| Blason de Montmotier | Blason  | De sinople à la chapelle d'or ajourée et maçonnée de sable, adextrée d'une cuiller d'argent posée en barre et senestrée d'une fourchette du même posée en bande; au chef d'or à la bande de gueules chargée de trois alérions d'argent. |
| Blason de Montmotier | Détails | Le statut officiel du blason reste à déterminer. |

| Blason de Moriville | Blason  | Tranché : au 1er d'or à un arbre arraché de sinople, au 2d d'azur à un rencontre de cerf d'or ; à la bande de gueules chargée de trois alérions d'argent brochant sur la partition. |
| Blason de Moriville | Détails | Adopté en 2002 et modifié en octobre 2022. |

| Blason de Morizécourt | Blason  | Burelé d'or et de sable de huit pièces à la crosse abbatiale de gueules brochant sur le tout. |
| Blason de Morizécourt | Détails | Le statut officiel du blason reste à déterminer.                                              |

| Blason de Moussey | Blason  | De gueules à deux saumons adossés d'or accompagnés de quatre croisettes du même.                     |
| Blason de Moussey | Détails | Reprise avec changement d'émaux, des armes de Salm. Le statut officiel du blason reste à déterminer. |

| Blason de Moyemont | Blason  | Coupé vouté : au 1er d'argent à une chaîne de gueules posé en fasce, mouvant des flancs et rompue en son milieu, au 2d de sinople à une étoile de six rais d'or. |
| Blason de Moyemont | Détails | Le statut officiel du blason reste à déterminer. |

| Blason de Moyenmoutier | Blason  | D'azur au dextrochère de carnation vêtu d'argent tenant une crosse abbatiale d'or en pal, avec son sudarium d'argent. |
| Blason de Moyenmoutier | Détails | Le statut officiel du blason reste à déterminer.                                                                      |

Pas d'information pour les communes suivantes : Madecourt, Madegney, Madonne-et-Lamerey, Le Magny, Malaincourt, Mandray, Marey, Maroncourt, Maxey-sur-Meuse, Mazirot, Médonville, Méménil, Ménarmont, Ménil-de-Senones, Ménil-en-Xaintois, Moncel-sur-Vair, Le Mont, Monthureux-le-Sec, Morelmaison, Mortagne, Morville, Moyemont
- Haut – A
- B
- C
- D
- E
- F
- G
- H
- I
- J
- K
- L
- M
- N
- O
- P
- Q
- R
- S
- T
- U
- V
- W
- X
- Y
- Z

## N
| Blason de Nayemont-les-Fosses | Blason  | D'azur à la montagne de deux pics cousue de sinople, celui de senestre moins élevé, surmontée de trois étoiles d'or rangées en fasce, chargée à dextre d'une pointe fascée ondée d'or et d'azur de quatre pièces et à senestre d'une tour donjonnée de trois pièces d'argent, ouverte de sinople et maçonnée de sable. |
| Blason de Nayemont-les-Fosses | Détails | Conflit héraldique : la tour apparaît aussi ajourée de sable. Le statut officiel du blason reste à déterminer. |

| Blason de Neufchâteau | Blason  | D'or à la bande de gueules chargée de trois tours d'argent. Devise / Cri« domus semper nova » (une maison toujours nouvelle). |
| Blason de Neufchâteau | Détails | Conflit héraldique : les tours apparaissent ajourées et maçonnées de sable. Le statut officiel du blason reste à déterminer.  |
| Blason de Neufchâteau | Alias   | De sinople, à un château de deux tours d'argent.                                                                              |

| Blason de La Neuveville-sous-Châtenois | Blason  | D'azur à un pont d'argent maçonné de sable, surmonté à dextre d'un rameau de chêne d'or ; au franc-quartier senestre de Lorraine ; un écusson de gueules chargé des lettres majuscules L et N d'or brochant sur le pont. |
| Blason de La Neuveville-sous-Châtenois | Détails | Le statut officiel du blason reste à déterminer. |

| Blason de La Neuveville-sous-Montfort | Blason  | De gueules à une tour d'argent maçonnée et ajourée de sable sur une montagne du second de trois coupeaux, la tour senestrée en chef d'une grappe de raisin du même. |
| Blason de La Neuveville-sous-Montfort | Détails | Le statut officiel du blason reste à déterminer. |

| Blason de Nomexy | Blason  | Tiercé en pal : au 1er (de Lorraine), au 2d d'un burelé d'argent et de sable de dix pièces, au 3e de gueules à la bande d'argent. |
| Blason de Nomexy | Détails | Le statut officiel du blason reste à déterminer.                                                                                  |

| Blason de Nompatelize | Blason  | D'or au chef-pal de gueules chargé d'une crosse du champ adextrée d’un cristal de neige d'argent et senestrée d’une colombe en vol du même ; accompagné d'une grenade d'azur à dextre et d'un sapin de sinople à senestre. |
| Blason de Nompatelize | Détails | Armoiries conçues par M. Robert A. Louis, adoptées le 4 octobre 2016. |

| Blason de Nonzeville | Blason  | Parti d'argent à la barre d'azur chargée de trois roses d'argent, et de Lorraine, à la lettre capitale N de gueules brochant sur le parti en pointe. |
| Blason de Nonzeville | Détails | Le statut officiel du blason reste à déterminer. |

| Blason de Norroy | Blason  | D'argent à un noyer terrassé de sinople, au chef parti au 1 de gueules à la mitre d'or, au 2 reparti d'argent et de gueules à la croisette pattée de l'un en l'autre. |
| Blason de Norroy | Détails | Le statut officiel du blason reste à déterminer. |

Pas d'information pour les communes suivantes : Nayemont-les-Fosses, La Neuveville-devant-Lépanges, La Neuveville-sous-Châtenois, La Neuveville-sous-Montfort, Nomexy, Nompatelize, Nonville, Nonzeville, Norroy, Nossoncourt.
Neuvillers-sur-Fave porte un pseudo-blason.
- Haut – A
- B
- C
- D
- E
- F
- G
- H
- I
- J
- K
- L
- M
- N
- O
- P
- Q
- R
- S
- T
- U
- V
- W
- X
- Y
- Z

## O
| Blason de Oëlleville | Blason  | D'azur à une croix pattée alésée arrondie d'argent cantonnée en chef à dextre d'un épi en bande d'or, et en chef à senestre d'une croix de Lorraine en barre du même. |
| Blason de Oëlleville | Détails | Le statut officiel du blason reste à déterminer. |

| Blason de Offroicourt | Blason  | Écartelé : au 1er d'argent au lion léopardé de sable, armé, lampassé et couronné d'or, au 2e d'azur à l'écusson d'argent, au 3e burelé de sable et d'argent de douze pièces, au 4e d'or à la croix de gueules frettée d'argent. |
| Blason de Offroicourt | Détails | Armoiries de concepteur inconnu, adoptées en 2007. |

Pas d'information pour les communes d'Ollainville, d'Oncourt et d'Ortoncourt.
- Haut – A
- B
- C
- D
- E
- F
- G
- H
- I
- J
- K
- L
- M
- N
- O
- P
- Q
- R
- S
- T
- U
- V
- W
- X
- Y
- Z

## P
| Blason de Padoux | Blason  | Contre-émanché ondé d'or et d'azur au loup de sable en chef et au cerf couché de gueules en pointe. |
| Blason de Padoux | Détails | Armoiries de concepteur inconnu, adoptée depuis novembre 2016.                                      |

| Blason de Pargny-sous-Mureau | Blason  | D’or à trois chevrons de gueules (de BASSOMPIERRE). |
| Blason de Pargny-sous-Mureau | Détails | Le statut officiel du blason reste à déterminer.    |

| Blason de La Petite-Raon | Blason  | De sinople à un hérisson contourné d'argent*, mantelé d'or à deux saumons du second*, adossés et mis en pal, accompagnés de trois croisettes du champ mal ordonnées. |
| Blason de La Petite-Raon | Détails | * Il y a là non-respect de la règle de contrariété des couleurs : ces armes sont fautives (argent sur or). Le statut officiel du blason reste à déterminer.          |

| Blason de Plainfaing | Blason  | Tiercé en pairle : au 1er de gueules à trois auréoles de saint d’or, au 2d du même à un sapin arraché de sinople, au 3e d’azur au coq de bruyère d’or.                         |
| Blason de Plainfaing | Détails | Les trois auréoles sont à attribuer à Saint Louis, Saint Nicolas et Saint Genest, tous trois honorés par la paroisse du lieu. Le statut officiel du blason reste à déterminer. |

| Blason de Plombières-les-Bains | Blason  | D'or à la bande de gueules chargée de trois alérions d'argent (de Lorraine) au lambel de même brochant. |
| Blason de Plombières-les-Bains | Détails | Le statut officiel du blason reste à déterminer.                                                        |

| Blason de Pont-sur-Madon | Blason  | Coupé haussé (?), au 1) de gueules chargé d’ à un ramillon de mirabellier feuillé d’argent et fruité de trois pièces d’or tachées de pourpre, accosté de deux feuilles d’alisier torminal d’or, celle de dextre posée en bande, celle de senestre posée en barre ; au 2) d’azur à un pont de trois arches d’or maçonné de sable sur une rivière ondée d’argent mouvant de la pointe. |
| Blason de Pont-sur-Madon | Détails | Création Robert André LOUIS et Bernard GEORGIN, adoptée le 14 avril 2021. Différences entre dessin et blasonnement : le coupé "haussé" n'existe pas. À l'évidence, il est dessiné un chef fautif qui n'ose dire son nom. . |

| Blason de Portieux | Blason  | De gueules, à la bande ondée d'argent chargée en abîme et d'aplomb, d'un cavalier à l'anguipède contourné de sinople, armé d'une lance d'or, accompagnée en chef d'une chapelle d'or, et en pointe d'un service de trois verres à pied décroissant en taille et rangés en fasce. Devise / Cri« d'eau et de feu à bon port toujours ». |
| Blason de Portieux | Détails | Armoiries de concepteur inconnu, adoptées le 24 septembre 1978. |

| Blason de Poussay | Blason  | D'or, au portail d'église mouvant de la pointe de sinople. |
| Blason de Poussay | Détails | Le statut officiel du blason reste à déterminer.           |

| Blason de Provenchères-et-Colroy | Blason  | Parti : au 1er coupé au I d'argent à une tête d'ours de sable, lampassée de gueules, au II fascé contre-fascé d'or et d'azur de trois pièces, au 2d de sinople à deux sapins d'argent accompagnés au point du chef d'une abeille d'or. Ornements extérieursCroix de guerre 1914-1918 Croix de guerre 1939-1945 |
| Blason de Provenchères-et-Colroy | Détails | Combinaison des armes des anciennes communes de Provenchères-sur-Fave et Colroy-la-Grande, qui fusionnèrent le 1er janvier 2016 pour former Provenchères-et-Colroy. Le statut officiel du blason reste à déterminer.                                                                                           |

| Blason de Provenchères-sur-Fave | Blason  | Écartelé d'argent à une tête d'ours de sable lampassée de gueules, et fascé contre-fascé d'or et d'azur de trois pièces. |
| Blason de Provenchères-sur-Fave | Détails | Le statut officiel du blason reste à déterminer.                                                                         |

| Blason de Puzieux | Blason  | De sinople au puits d'argent maçonné de sable, accompagné en pointe d'un canon d'or, le tout senestré d'un lys de jardin d'argent. |
| Blason de Puzieux | Détails | Armoiries composées par M. Bernard GEORGIN, et mises à la disposition de la commune en mars 2016.                                  |

Pas d'information pour les communes suivantes : Pair-et-Grandrupt, Pallegney, Parey-sous-Montfort, La Petite-Fosse, Pierrefitte, Pierrepont-sur-l'Arentèle, Pleuvezain, Pompierre, Pont-lès-Bonfays, Pont-sur-Madon, Les Poulières, Pouxeux, Prey, Provenchères-lès-Darney, Le Puid, Punerot
- Haut – A
- B
- C
- D
- E
- F
- G
- H
- I
- J
- K
- L
- M
- N
- O
- P
- Q
- R
- S
- T
- U
- V
- W
- X
- Y
- Z

## R
| Blason de Rainville | Blason  | D'or à une grenouille de profil de sinople allumée du champ ; au chef de gueules chargé d'un alérion d'argent accompagné à dextre d'un crosseron contourné d'or équipé de son sudarium d'argent et à senestre d'une cloche d'or. |
| Blason de Rainville | Détails | Armes parlantes. (rana = grenouille en latin) Création Robert André LOUIS, adoptée le 27 septembre 2021. |

| Blason de Rambervillers | Blason  | D'argent à la croix de Lorraine de gueules côtoyée des lettres I R et de deux croissants d'azur et à la croix de la Légion d'Honneur en abîme. |
| Blason de Rambervillers | Détails | Armoiries de concepteur inconnu, adoptées le 23 mars 1902.                                                                                     |

| Blason de Ramonchamp | Blason  | Parti d'or à la fasce de gueules chargée d'une navette de tisserand d'argent, accompagnée d'une pomme de pin de sinople en chef et d'une étoile d'azur en pointe ; et du troisième, à une écrevisse du second. |
| Blason de Ramonchamp | Détails | Le statut officiel du blason reste à déterminer. |

| Blason de Raon-aux-Bois | Blason  | Tranché d’azur et de gueules au cerf d’or brochant sur la partition, accompagné à dextre d’un étui de crosse d’argent et à senestre d’une fleur de genêt contournée d’or tigée et feuillée de sinople, soutenu d'une divise ondée d’argent. |
| Blason de Raon-aux-Bois | Détails | Le statut officiel du blason reste à déterminer. |

| Blason de Raon-l'Étape | Blason  | De gueules à une rose d'argent boutonnée d'or.   |
| Blason de Raon-l'Étape | Détails | Le statut officiel du blason reste à déterminer. |

| Blason de Raon-sur-Plaine | Blason  | De gueules à deux saumons d’argent adossés et accompagnés de quatre fleurs de lis de même.    |
| Blason de Raon-sur-Plaine | Détails | Reprise avec modification des armes de Salm. Le statut officiel du blason reste à déterminer. |

| Blason à dessiner | Blason  | Coupé haussé: au 1er d'azur à la fleur de lis des jardins d'argent accostée de feux fontaines héraldiques d'or, remplis d'azur et traversées chacune par une source d'argent, au 2e de gueules au faîte de sceptre d'or sommé d'un alérion d'argent et mouvant de la pointe, accosté en chef de deux feuilles de vignes versées d'or. |
| Blason à dessiner | Détails | Adopté le 28mars 2023. |

| Blason de Rehaupal | Blason  | Tiercé en pairle renversé: au 1) de gueules à deux clés d'argent passée en sautoir; au 2) d'or à un sapin de sinople, fûté au pied nourri de tenné; au 3) d'argent à la burelle ondée d'azur accompagnée en chef d'une roue de moulin de sable. |
| Blason de Rehaupal | Détails | Création J-F Binon. Adopté le 1er juillet 2024. |

| Blason de Remiremont | Blason  | De gueules à deux clefs d'argent en sautoir.     |
| Blason de Remiremont | Détails | Le statut officiel du blason reste à déterminer. |

| Blason de Removille | Blason  | D'argent à trois chevrons de gueules.                                    |
| Blason de Removille | Détails | Armes de la famille de BASSOMPIERRE, portées par la commune depuis 1621. |
| Blason de Removille | Alias   | De gueules, à trois fasces ondées d'argent.                              |

| Blason de Robécourt | Blason  | Tranché : d'azur à la cloche d'argent, et d'or à la croisette pattée de gueules ; à la bande du même chargée de trois alérions d'argent brochant sur la partition ; le tout sommé d'un chef d'or chargé de trois roses de gueules.                                        |
| Blason de Robécourt | Détails | La cloche évoque l'ancienne fonderie de cloches, la bande et les alérions rappellent la Lorraine, le chef et la croisette viennent du blason de la commanderie des chevaliers de Saint-Jean de Jérusalem du XIIe siècle. Le statut officiel du blason reste à déterminer. |

| Blason de Rochesson | Blason  | D'or à deux roches de sable mouvant de la pointe, sommées celle de dextre d'un chamois contourné de gueules et celle de senestre d'un grand-duc du même, accompagnées en chef de trois sapins de sinople rangés en fasce. |
| Blason de Rochesson | Détails | Armes parlantes. (roches) Le statut officiel du blason reste à déterminer. |

| Blason de Romont | Blason  | D'azur à la tête de cerf contournée en pointe, posée de trois-quarts, de tenné* ramée d'or, accompagnée en chef, d'une fleur de lis d'argent à dextre et d'une clé de sol de sable* sur sa portée du même à senestre. |
| Blason de Romont | Détails | * Il y a là non-respect de la règle de contrariété des couleurs : ces armes sont fautives (tenné et sable sur azur). Le statut officiel du blason reste à déterminer.                                                 |
| Blason de Romont | Alias   | D'azur à un massacre de cerf d'argent, accompagné en chef d'une fleur de lys du même accostée de deux clefs de sol d'or.                                                                                              |

| Blason de Rugney | Blason  | D’argent à la croix de Malte de sable aux traits arqués. |
| Blason de Rugney | Détails |                                                          |

| Blason de Ruppes | Blason  | Parti: au 1er de gueules semé de croisettes recroisetées au pied fiché d'argent, à deux saumons adossés du même brochants, au 2e d'or à la croix ancrée alésée de gueules. |
| Blason de Ruppes | Détails | Le statut officiel du blason reste à déterminer. |

| Blason de Rupt-sur-Moselle | Blason  | D'or à la branche de chêne de sinople mise en barre. |
| Blason de Rupt-sur-Moselle | Détails | Le statut officiel du blason reste à déterminer.     |

Pas d'information pour les communes suivantes : Racécourt, Ramecourt (Vosges), Rancourt (Vosges), Rapey Raves, Rebeuville, Regnévelle, Rehaincourt, Relanges, Remicourt (Vosges), Remomeix, Remoncourt (Vosges), Renauvoid, Repel, Rocourt (Vosges), Rollainville, Romain-aux-Bois, Les Rouges-Eaux, Le Roulier, Rouvres-en-Xaintois, Rouvres-la-Chétive, Roville-aux-Chênes, Rozerotte, Rozières-sur-Mouzon
- Haut – A
- B
- C
- D
- E
- F
- G
- H
- I
- J
- K
- L
- M
- N
- O
- P
- Q
- R
- S
- T
- U
- V
- W
- X
- Y
- Z

## S
| Blason de Saint-Amé | Blason  | Tranché d'or à un sapin de sinople, et de gueules à une croix de Lorraine du premier ; au filet en bande de sable brochant sur la partition. |
| Blason de Saint-Amé | Détails | Le statut officiel du blason reste à déterminer.                                                                                             |

| Blason de Saint-Baslemont | Blason  | D'argent à un lion de sable, couronné d'or, armé et lampassé de gueules. |
| Blason de Saint-Baslemont | Détails | Le statut officiel du blason reste à déterminer.                         |

| Blason de Saint-Dié-des-Vosges | Blason  | D'azur, à une croix de Lorraine d'or côtoyée d'une S et d'un D de même, liés d'un ruban de gueules. |
| Blason de Saint-Dié-des-Vosges | Détails | Le statut officiel du blason reste à déterminer.                                                    |

| Blason de Saint-Étienne-lès-Remiremont | Blason  | Tiercé en pairle renversé ondé : au 1er d’or à une clef de sable mise en pal et senestrée d'une croix patriarcale alésée du même, au 2d d’or à un clocher de gueules ajouré de sable et couvert d’argent, au 3e d’argent à une quenouille de gueules posée en fasce. |
| Blason de Saint-Étienne-lès-Remiremont | Détails | Le statut officiel du blason reste à déterminer. |

| Blason de Sainte-Barbe | Blason  | Taillé de sinople à une tour d'or ouverte du champ et ajourée de sable brochant sur une masse de mineur du second posée en barre ; et de gueules à un casque Adrian d'or taré de profil, brochant sur deux marteaux du même passés en sautoir ; à la cotice en barre d'argent chargée de l'inscription « SAINTE-BARBE » de sable, brochant sur la partition. |
| Blason de Sainte-Barbe | Détails | Le statut officiel du blason reste à déterminer. |

| Blason de Sainte-Marguerite | Blason  | D'azur au chevron d'argent accompagné en chef d'une rose et d'un olifant du même, et en pointe d'un dragon terrassé d'or. |
| Blason de Sainte-Marguerite | Détails | Le statut officiel du blason reste à déterminer.                                                                          |

| Blason de Saint-Maurice-sur-Moselle | Blason  | Tranché de gueules à une tête de cheval contournée de sable*, et d'azur à la tour d'argent ; à la bande du même chargée de trois fourmis de sable brochant sur la partition. |
| Blason de Saint-Maurice-sur-Moselle | Détails | * Il y a là non-respect de la règle de contrariété des couleurs : ces armes sont fautives (sable sur gueules). Le statut officiel du blason reste à déterminer.              |

| Blason de Saint-Menge | Blason  | D'azur à l'écusson d'argent.                     |
| Blason de Saint-Menge | Détails | Le statut officiel du blason reste à déterminer. |

| Blason de Saint-Michel-sur-Meurthe | Blason  | D'azur à Saint Michel d'or accompagné en pointe d'une rivière d'argent. |
| Blason de Saint-Michel-sur-Meurthe | Détails | non utilisé, voire contesté. À vérifier.                                |

| Blason de Saint-Nabord | Blason  | De gueules à la tour d’argent fermée d’une herse, ajourée et maçonnée de sable, accostée à dextre d’un sautoir de clefs, celle de dextre d’or et celle de senestre d’argent, à senestre d’un glaive romain d’argent garni d’or, au chef d’or chargé d’une roue de moulin d’azur, accompagnée à dextre d’un sapin et à senestre d’un trèfle à trois feuilles, le tout de sinople. |
| Blason de Saint-Nabord | Détails | Armoiries conçues par M. Jacques RIVIÈRE, et adoptées le 10 octobre 1996. |

| Blason de Saint-Prancher | Blason  | Parti de gueules à saint Pancrace de carnation, habillé d'or, tenant une palme de sinople et un livre d'argent, nimbé du même ; et mi-parti d'argent à trois chevrons de gueules. |
| Blason de Saint-Prancher | Détails | Armoiries conçues par M. Robert A. Louis, et adoptées le 3 juillet 2017. |

| Blason de Saint-Remy | Blason  | Écartelé : au 1er de Lorraine, au 2e taillé de sinople et d'argent à deux sapins de l'un en l'autre, au 3e d'azur à la crosse d'or mouvant de la pointe, au 4e de sinople à la bande d'argent chargée d'une bande d'azur. |
| Blason de Saint-Remy | Détails | Armoiries conçues par l'école du village, sous la coordination de M. Emmanuel GOETZ ; et adoptées le 16 décembre 2016. |

| Blason de Saulcy-sur-Meurthe | Blason  | D'azur à un saule arraché d'argent accompagné en pointe d'une chaîne de cinq maillons du même posée en fasce, le troisième brisé ; à dextre d'un écusson aux armes de Lorraine, et à senestre d'un écusson d'argent chargé de trois écussons de gueules (de RIBEAUPIERRE). |
| Blason de Saulcy-sur-Meurthe | Détails | Armes parlantes. (saule) Le statut officiel du blason reste à déterminer. |

| Blason de Saulxures-lès-Bulgnéville | Blason  | De gueules à l'épée d'argent, à la fasce cousue d'azur* chargée de quatre étoiles de quatre rais du second brochant sur le tout.                                                                           |
| Blason de Saulxures-lès-Bulgnéville | Détails | * Ces armes emploient le terme « cousu » dans le seul but de contrevenir à la règle de contrariété des couleurs : elles sont fautives : azur sur gueules. Le statut officiel du blason reste à déterminer. |

| Blason de Saulxures-sur-Moselotte | Blason  | D'or à une roue de moulin de gueules senestrée d'un rameau de saule de sinople, au chef d'azur losangé d'argent d'une tire ; à la bande de gueules chargée de trois champignons d'argent brochant sur le tout. |
| Blason de Saulxures-sur-Moselotte | Détails | Armes parlantes. (rameau de saule) Le statut officiel du blason reste à déterminer. |

| Blason de Savigny | Blason  | De gueules à trois lionceaux (couronnés) d'or.                                                                                        |
| Blason de Savigny | Détails | Inspiré des armes de la famille de Savigny, qui portait des lionceaux non couronnés. Le statut officiel du blason reste à déterminer. |

| Blason de Senones | Blason  | De gueules, à deux saumons d'argent adossés et posés en pal, accompagnés de quatre croisettes du même, une en chef, une en pointe et une à chaque flanc. |
| Blason de Senones | Détails | Reprise des armes de Salm Le statut officiel du blason reste à déterminer.                                                                               |

| Blason de Sercœur | Blason  | D'or à la croix de gueules chargée en cœur d'une croisette de Malte pommetée et surchargée d'un besant à une Notre-Dame, le tout du champ ; la croix cantonnée aux 1er et 4e d'un rencontre de cerf et aux 2e et 3e d'un coeur, le tout du second. |
| Blason de Sercœur | Détails | Armes parlantes. Le statut officiel du blason reste à déterminer. |

| Blason de Serécourt | Blason  | Fascé d'or et de sable de huit pièces.           |
| Blason de Serécourt | Détails | Le statut officiel du blason reste à déterminer. |

| Blason de Serocourt | Blason  | D'argent à la bande de sable côtoyée de sept losanges du même, quatre en chef appointés 1 et 3, et trois en pointe appointés en bande. |
| Blason de Serocourt | Détails | Le statut officiel du blason reste à déterminer.                                                                                       |

| Blason de Soulosse-sous-Saint-Élophe | Blason  | Coupé : au 1er de gueules à la croix pattée alésée arrondie concave d'or, supportant deux colombes affrontées d'argent, allumées, becquées et membrées d'or, posées de trois-quarts sur les branches horizontales, la tête contournée, et accostées de deux glaives romains [gladius] d'argent garnis d'or, celui de dextre posé en bande celui de senestre en barre, au 2e d'azur, chargé, à dextre, d’un bouquet de quatre épis d’or liés de gueules et, à senestre, d'une roue de moulin d'or. |
| Blason de Soulosse-sous-Saint-Élophe | Détails | Armoiries conçues par M. Robert A. Louis, et adoptées le 24 juin 2019. |

| Blason de Le Syndicat | Blason  | Coupé d'azur à un aqueduc de huit arches d'or maçonné de sable ; et de gueules à une massette de carrier d'or emmanchée d'argent, mise en pal la tête en bas, adextrée d'un fer de moulin d'or et senestrée d'un rencontre de bélier d'argent accorné d'or. Devise / Cri« unit et convainc » |
| Blason de Le Syndicat | Détails | Le statut officiel du blason reste à déterminer. |

Pas d'information pour les communes suivantes : Saint-Benoît-la-Chipotte, Sainte-Hélène, Saint-Genest, Saint-Gorgon, Saint-Jean-d'Ormont, Saint-Julien, Saint-Léonard, Saint-Maurice-sur-Mortagne, Saint-Ouen-lès-Parey, Saint-Paul, Saint-Pierremont, Saint-Remimont, Saint-Stail, Saint-Vallier, La Salle, Sans-Vallois, Sapois, Sartes, Le Saulcy, Sauville, Senaide, Senonges, Seraumont, Sionne, Socourt, Soncourt, Suriauville.
Sanchey porte un pseudo-blason.
- Haut – A
- B
- C
- D
- E
- F
- G
- H
- I
- J
- K
- L
- M
- N
- O
- P
- Q
- R
- S
- T
- U
- V
- W
- X
- Y
- Z

## T
| Blason de Taintrux | Blason  | Écartelé : au 1er d’or au château donjonné de sable ajouré et ouvert du champ, au 2d d’azur à trois quintefeuilles d’argent, au 3e d’azur à trois macles d’argent, au 4e d’or à trois têtes de lion arrachées et lampassées de gueules ; sur le tout une croix estrée d'argent chargée d'un filet de gueules. |
| Blason de Taintrux | Détails | Armoiries conçues par M. Bernard DEFORCHE, et adoptées en 2001. |

| Blason de Tendon | Blason  | De sinople à deux pals ondés d’argent, au franc-canton d’or chargé d’un tau de gueules. |
| Blason de Tendon | Détails | Le statut officiel du blason reste à déterminer.                                        |

| Blason de Thaon-les-Vosges | Blason  | D'azur au taon d'or ailé d'argent.                                                                                      |
| Blason de Thaon-les-Vosges | Détails | Armes parlantes. Conflit héraldique : une partie du taon est de sable. Le statut officiel du blason reste à déterminer. |

| Blason de They-sous-Montfort | Blason  | Coupé d’or à la bande de gueules chargée de trois alérions d’argent (de Lorraine), et d’argent au tau de gueules. |
| Blason de They-sous-Montfort | Détails | Le statut officiel du blason reste à déterminer.                                                                  |

| Blason de Thiéfosse | Blason  | Écartelé : au 1er de gueules à la divise ondée d'argent, un orgue de six tuyaux d'or brochant sur le tout ; au 2d d'or à une roue de moulin de sable, au 3e d'or à un poisson d'azur posé en bande, au 4e de gueules à la barre ondée d'argent accompagnée de deux sapins du même. |
| Blason de Thiéfosse | Détails | Le statut officiel du blason reste à déterminer. |

| Blason de Le Thillot | Blason  | D'argent, au tilleul de sinople reposant sur un mont de gueules chargé de deux outils de mineurs d'argent passés en sautoir, le tout accosté de deux bonnets phrygiens de gueules, chargés d'une cocarde d'argent et d'azur et affrontés. |
| Blason de Le Thillot | Détails | Armes parlantes. (tilleul) Le statut officiel du blason reste à déterminer. |
| Blason de Le Thillot | Alias   | D'argent au tilleul terrassé de sinople cantonné de quatre bonnets phrygiens de gueules affrontés deux à deux. |

| Blason de Le Tholy | Blason  | De gueules à l'église paroissiale du lieu d'argent ajourée de sable, posée de profil sur une montagne d'or mouvant d'une forêt de neuf sapins de sinople plantée sur une terrasse du même chargée de deux burelles d'argent ; un besant d'or chargé d'un tau fleuronné d'azur accosté de quatre billettes de gueules brochant sur les burelles ; au franc-canton dextre chargé d'un écusson aux armes de Lorraine, et au franc-canton senestre chargé d'un écusson de gueules au chevron d'or accompagné de six billettes de même, quatre en chef posées en chevron et deux en pointe. |
| Blason de Le Tholy | Détails | Armoiries conçues par M. Pierre DIÉ MALLET. Année d'adoption inconnue. |

| Blason de Les Thons | Blason  | Écartelé d’or à trois bandes de gueules et d’azur à la croix d’or cantonnée de dix huit billettes du même, cinq dans chaque canton du chef et quatre dans chaque canton de la pointe. |
| Blason de Les Thons | Détails | Le statut officiel du blason reste à déterminer. |

| Blason de Thuillières | Blason  | D'or billeté de gueules, à la clef du même brochant sur le tout. |
| Blason de Thuillières | Détails | Le statut officiel du blason reste à déterminer.                 |

| Blason de Tollaincourt | Blason  | Parti : au 1er d'azur semé de croisettes recroisetées au pied fiché d'or à deux bars adossés du même brochants, et au 2e d'or à trois fasces de sable. |
| Blason de Tollaincourt | Détails | Le statut officiel du blason reste à déterminer. |

| Blason de Trampot | Blason  | Parti de Lorraine, et d'un coupé au 1er d'azur à une épée basse d'or brochant sur deux clefs de même passées en sautoir, au 2d de sinople à un sapin d'argent. |
| Blason de Trampot | Détails | Armoiries conçues par M. Jean-François BINON, et adoptées le 4 décembre 2014.                                                                                  |

Pas d'information pour les communes suivantes : Thiraucourt, Tignécourt, Tilleux, Totainville, Tranqueville-Graux, Trémonzey
- Haut – A
- B
- C
- D
- E
- F
- G
- H
- I
- J
- K
- L
- M
- N
- O
- P
- Q
- R
- S
- T
- U
- V
- W
- X
- Y
- Z

## U
| Blason de Uxegney | Blason  | Parti d’azur à trois navettes de tisserand d’or posées en pal mal ordonnées, et d’azur à la tête de cheval contournée d’or. |
| Blason de Uxegney | Détails | Le statut officiel du blason reste à déterminer.                                                                            |

Pas d'information pour les communes d'Ubexy, d'Uriménil, d'Urville et d'Uzemain.
- Haut – A
- B
- C
- D
- E
- F
- G
- H
- I
- J
- K
- L
- M
- N
- O
- P
- Q
- R
- S
- T
- U
- V
- W
- X
- Y
- Z

## V
| Blason de Vagney | Blason  | Coupé de Lorraine, et de gueules à deux clefs d'argent mises en sautoir. |
| Blason de Vagney | Détails | Le statut officiel du blason reste à déterminer.                         |

| Blason de Le Val-d'Ajol | Blason  | De gueules aux deux clefs d'argent passées en sautoir, au chef cousu de sinople* chargé des lettres A et D antiques d'or.                                                                                     |
| Blason de Le Val-d'Ajol | Détails | * Ces armes emploient le terme « cousu » dans le seul but de contrevenir à la règle de contrariété des couleurs : elles sont fautives : sinople sur gueules. Le statut officiel du blason reste à déterminer. |

| Blason de Valleroy-aux-Saules | Blason  | Écartelé : au 1er d'or à la bande de gueules chargée de trois alérions d'argent, au 2e d'azur à deux fasces ondées d'argent, au 3e d'azur à une volute de crosse d'argent, au 4e d'or à un saule arraché au naturel. |
| Blason de Valleroy-aux-Saules | Détails | Armes parlantes. (saule) Adopté le 28 février 2022. |

| Blason de Le Valtin | Blason  | Tranché de sinople à un coq de bruyère d'or ; et d'un taillé d'azur à l'église d'argent, et du second à un sapin arraché du premier ; un bâton en bande de gueules brochant sur le tranché. |
| Blason de Le Valtin | Détails | Le statut officiel du blason reste à déterminer. |

| Blason de Vaudéville | Blason  | Parti de gueules au lion d'or, et d'un coupé d'argent au sapin arraché de sinople fûté de tenné, et d'azur à un casque romain d'or. |
| Blason de Vaudéville | Détails | Armoiries conçues par M. Jean-François BINON. Date d'adoption inconnue.                                                             |

| Blason de Velotte-et-Tatignécourt | Blason  | D'azur à la chouette contournée d'argent perchée sur une branche de sapin de sinople. |
| Blason de Velotte-et-Tatignécourt | Détails | Le statut officiel du blason reste à déterminer.                                      |

| Blason de Ventron | Blason  | Taillé d'or (d'argent) à la crosse épiscopale de sable mouvant de la partition, et d'azur au lion léopardé d'argent (d'or). |
| Blason de Ventron | Détails | Le statut officiel du blason reste à déterminer.                                                                            |

| Blason de Vexaincourt | Blason  | De sinople au vannet d'or accosté de deux cônes de sapins d'argent ; au chef de gueules* au saumon courbé d'or nageant en fasce.                                                                                                  |
| Blason de Vexaincourt | Détails | * Ces armes emploient le terme « cousu » dans le seul but de contrevenir à la règle de contrariété des couleurs : elles sont fautives : gueules sur sinople. Armoiries conçues par M. Robert A. Louis, adoptées en novembre 2016. |

| Blason de Vicherey | Blason  | De gueules à trois cailloux d'argent.            |
| Blason de Vicherey | Détails | Le statut officiel du blason reste à déterminer. |

| Blason de Vieux-Moulin | Blason  | Coupé : au 1er de gueules à deux saumons adossés d'argent accompagnés de quatre croisettes du même, au 2d d'argent à une roue de moulin de sable, les augettes du champ, posée sur une rivière d'azur mouvant de la pointe et se déversant du même à dextre. |
| Blason de Vieux-Moulin | Détails | Le premier est aux armes de la principauté de Salm, dont dépendait le village, et le second évoque le nom de la commune. Le statut officiel du blason reste à déterminer.                                                                                    |

| Blason de Ville-sur-Illon | Blason  | D'or à la croix de gueules.                      |
| Blason de Ville-sur-Illon | Détails | Le statut officiel du blason reste à déterminer. |

| Blason de Villoncourt | Blason  | De sinople à un pont en dos d'âne de trois arches ogivales d’argent, maçonné de sable, sur une rivière d’azur courant d'argent en pointe, et surmonté à dextre d’un pot à lait d’argent, et à senestre d’une croix de Lorraine du même ; au chef d’or chargé de trois croix de Malte de sable. |
| Blason de Villoncourt | Détails | Adopté le 6 Janvier 2026 |

| Blason de Villouxel | Blason  | D’azur à la croix recroisetée au pied fiché d'or; mantelé de gueules chargé de deux chevronnels d'or, le premier haussé, le second brochant sur la partition, accompagnés à dextre d'un fourneau d'or maçonné de sable, au trou de coulée de gueules et crachant une fumée d'argent, à senestre d'un ours en pied d'or. |
| Blason de Villouxel | Détails | Création Robert André LOUIS adoptée le 21/09/2021. |

| Blason de Viménil | Blason  | D'argent à une rivière sinueuse d'azur posée en pal, chaussé parti au I d'or à trois sapins de sinople rangés en bande, au II de pourpre à un oiseau en vol et contourné d'or ; au chevronnel renversé de sable brochant sur la partition. |
| Blason de Viménil | Détails | Adopté le 17 février 2023. |

| Blason de Vincey | Blason  | D’argent au chou de sinople soutenu d'une divise abaissée d’or posée sur une terrasse de gueules, à trois usines d’argent à dextre, et au village de même à senestre, brochant sur le tout. |
| Blason de Vincey | Détails | Conflit héraldique : le chou broche sur la divise. Le statut officiel du blason reste à déterminer.                                                                                         |

| Blason de Vioménil | Blason  | D'azur à trois bandes d'argent accompagnées de quatre billettes d'or posées en bande et rangées en barre. |
| Blason de Vioménil | Détails | Le statut officiel du blason reste à déterminer.                                                          |

| Blason de Vittel | Blason  | Écartelé d'un losangé d'or et de sable (de Lignéville), et de gueules à deux clefs d'argent en sautoir (de Remiremont), sur le tout taillé ondé de gueules et d'or. Devise / Cri« fonte revivisco » (je revis par une source). |
| Blason de Vittel | Détails | Le statut officiel du blason reste à déterminer. |

| Blason de Vomécourt-sur-Madon | Blason  | De sinople à une fleur d'iris des marais d'or soutenue d'une trangle ondée d'argent, chapé de gueules chargé à dextre d'un alérion et à senestre de deux clefs passées en sautoir, le tout d'argent. |
| Blason de Vomécourt-sur-Madon | Détails | Armoiries conçues par MM. Robert A. Louis et Bernard Georgin, adoptées en juin 2015. |

| Blason de Vouxey | Blason  | De gueules au pairle ondé diminué renversé d'argent accompagné à dextre d'une couronne de laurier d'or, à senestre d'un casque de centurion romain du même et en pointe d'une roue d'argent. |
| Blason de Vouxey | Détails | Armoiries conçues par M. Robert A. Louis, adoptées en juillet 2014. |

Pas d'information pour les communes suivantes : La Vacheresse-et-la-Rouillie, Valfroicourt, Valleroy-le-Sec, Les Vallois, Varmonzey, Vaubexy, Vaudoncourt, Vaxoncourt, Vecoux, Le Vermont, Vervezelle, Vienville, Villers,  Villotte, Viviers-le-Gras, Viviers-lès-Offroicourt, La Voivre, Les Voivres, Vomécourt, Vrécourt, Vroville.
- Haut – A
- B
- C
- D
- E
- F
- G
- H
- I
- J
- K
- L
- M
- N
- O
- P
- Q
- R
- S
- T
- U
- V
- W
- X
- Y
- Z

## W
| Blason de Wisembach | Blason  | Coupé d'azur à deux monts de sinople* entre lesquels coule une rivière d'argent, chargé d'un cerf à dextre et d'un sapin à senestre, le tout du même ; et d'un parti d'azur à la croix de Lorraine d'or, et de Lorraine. |
| Blason de Wisembach | Détails | Le statut officiel du blason reste à déterminer. |

## X
| Blason de Xaronval | Blason  | D'or à la roulette de charron d'azur emmanchée de gueules accostée de deux planes d'azur emmanchées de gueules, adossées et posées en chevron renversé ; mantelé renversé d'azur à la croisette au pied fiché d'argent pommetée d'or, accostée à senestre d'une rose d'argent au bouton étoilé et pointée d'or. |
| Blason de Xaronval | Détails | Armoiries conçues par MM. Robert A. Louis et Bernard Georgin, adoptées le 18 mars 2015. |

| Blason de Xertigny | Blason  | D'or à la bande de gueules chargée de trois anilles d'argent. |
| Blason de Xertigny | Détails | Le statut officiel du blason reste à déterminer.              |

| Blason de Xonrupt-Longemer | Blason  | D'argent à un pont de sable maçonné du champ mouvant de la pointe, brochant sur une rivière ondée d'azur et accompagné en chef d'un cerf courant de gueules, aux deux sapins de sinople mouvant des flancs brochant sur le tout. |
| Blason de Xonrupt-Longemer | Détails | Le statut officiel du blason reste à déterminer. |

Pas d'information pour les communes de Xaffévillers et Xamontarupt.

## Z
La seule commune vosgienne dont le nom commence par Z, Zincourt, est dépourvue d'un blason.
- Haut – A
- B
- C
- D
- E
- F
- G
- H
- I
- J
- K
- L
- M
- N
- O
- P
- Q
- R
- S
- T
- U
- V
- W
- X
- Y
- Z